# España durante la Segunda Guerra Mundial

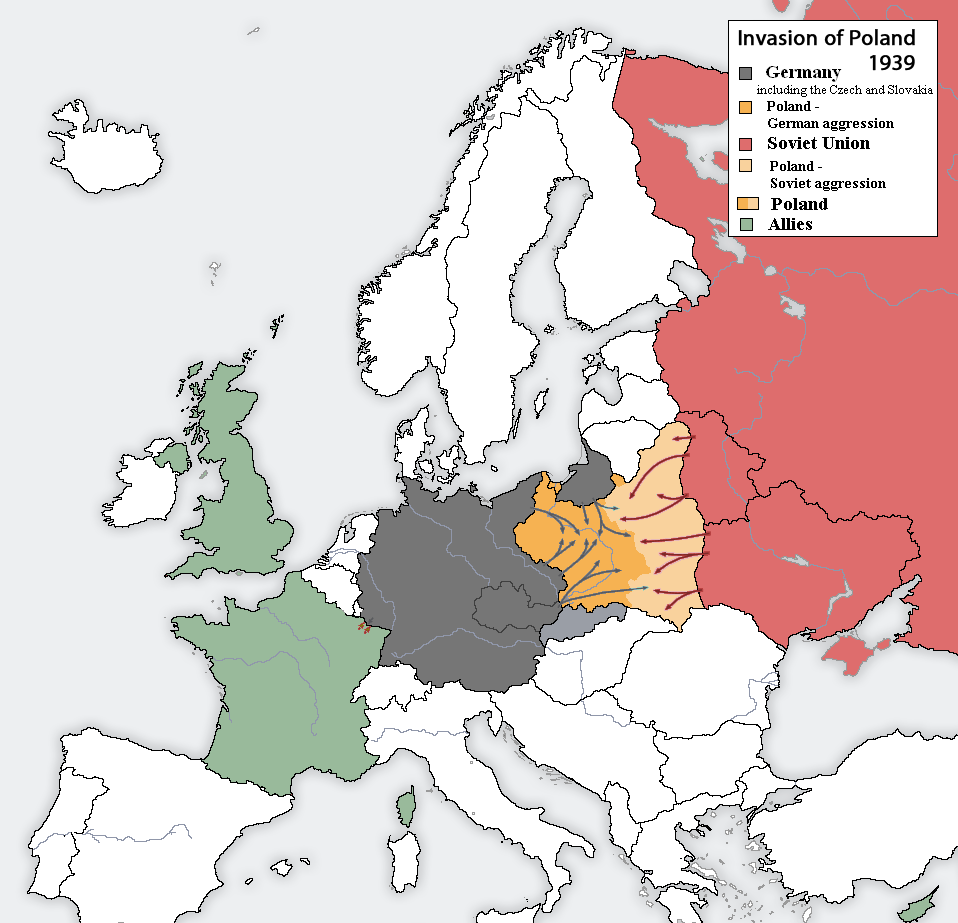
Europa al iniciarse la guerra en septiembre de 1939 con la invasión de Polonia.

Oficialmente, y durante todo el conflicto, la postura de España ante la Segunda Guerra Mundial fue de neutralidad o no beligerancia activa. No obstante, hubo participación de soldados españoles en ambos bandos a lo largo de la contienda.

## Régimen franquista durante la guerra

### Fuerzas armadas españolas en 1940

#### Ejército de tierra

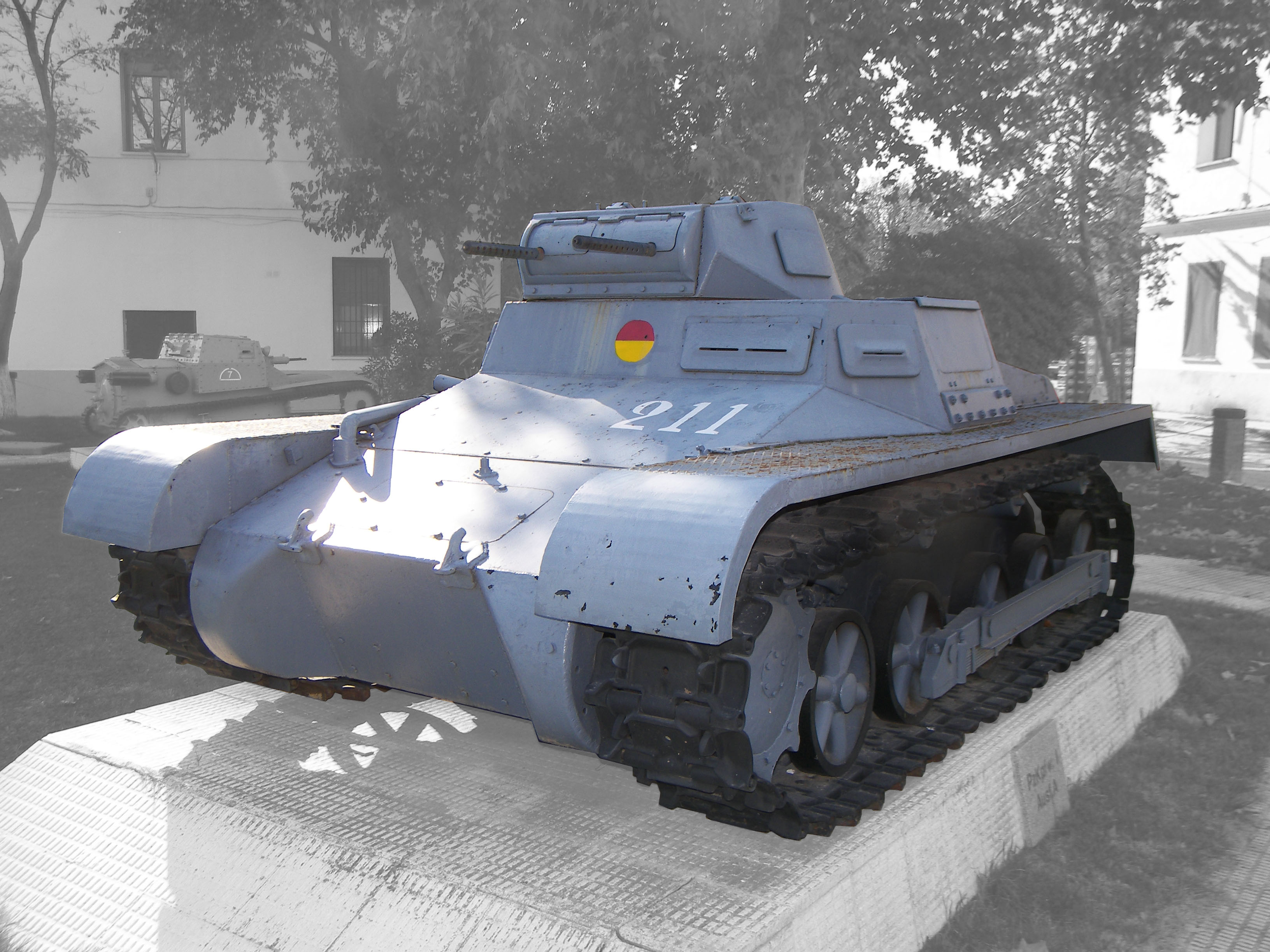
Panzer I, equipado con 2 ametralladoras MG 13 de 7,92 mm y utilizado por el bando sublevado durante y tras la guerra civil española.

Al acabar la Guerra Civil en 1939 se reorganizaron el Ministerio del Ejército y el de Marina, y se creó el del Aire. Se restablecieron las Capitanías Generales a base de ocho Cuerpos de Ejército en la península y dos en Marruecos. En torno a 1943 se crearon la IX Región Militar (Granada) y la Primera División Acorazada, dentro de las Fuerzas de la Reserva General.
Acostumbrado a una guerra de posiciones fijas, sin grandes cambios estratégicos, el Ejército de Tierra español carecía de la movilidad operacional de las unidades blindadas de los grandes ejércitos europeos, así como de experiencia en operaciones combinadas carros-infantería. Los carros más modernos usados en la Guerra Civil habían sido los soviéticos T-26, los germanos Panzer I y diversas tanquetas italianas L3/35, ya anticuados para 1940.
Al final de la Segunda Guerra Mundial en 1945, España contaba con los siguientes efectivos militares: 300 000 soldados de tropa, 25 000 suboficiales y 25 000 jefes y oficiales. Su armamento había quedado, para estas alturas, muy obsoleto debido a la rápida evolución tecnológica que había ocurrido durante la guerra. Asimismo el estado de mantenimiento del material extranjero, principalmente soviético, era catastrófico debido a la falta de repuestos y de técnicos especializados.

#### Armada
El núcleo de la Armada española estaba compuesto en 1940 por un crucero pesado, cinco cruceros ligeros, una veintena de destructores y cinco submarinos. Aunque suponía una fuerza naval significativa no era ni de cerca la que necesitaba España para proteger los intereses marítimos de una nación que salía de una guerra civil, que había destruido sus recursos y recibía por mar la casi totalidad de sus importaciones. Tampoco era mejor el estado de las bases navales desde donde operaban estas naves.

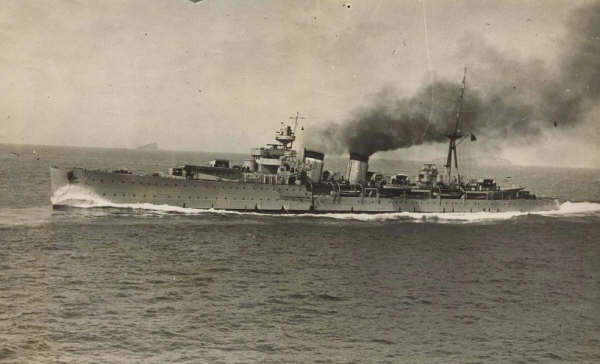
Pruebas de mar del crucero Almirante Cervera (aún sin armamento)

De los seis cruceros, solo cuatro eran operativos: el buque insignia, el crucero pesado Canarias, el crucero ligero Navarra, el crucero ligero Almirante Cervera y el ya obsoleto Méndez Núñez. Los otros dos, el crucero Galicia y el crucero Miguel de Cervantes (ambos cruceros ligeros de la clase Cervera), se encontraban en astilleros, sin dotación, en reacondicionamiento.
En cuanto a los destructores, una cuarta parte tenían una edad que se aproximaba a los veinte años, carecían de valor militar y cumplían funciones de escuela. Los destructores eran de las clases Churruca y Alsedo. En cuanto a la clase Ceuta y la clase Teruel eran viejos destructores cedidos por Mussolini a Franco durante la Guerra Civil que ya solo servían como buques de instrucción.
Los submarinos eran muy anticuados respecto a los que desplegaban Alemania y otras grandes potencias: los C-1 Isaac Peral, C-2 y C-4 de la clase C (aptos únicamente para funciones de vigilancia de costas y escuela), además del B-2 de la clase B, que por su nula utilidad militar y su antigüedad era usado como Escuela Naval de Mecánicos de Ferrol. Como ocurría en el caso de los destructores, Mussolini también cedió submarinos, los General Mola y General Sanjurjo, de la llamada clase General Mola.
Entre los buques menores se contaba con cuatro modernos cañoneros-minadores de la clase Júpiter, tres cañoneros de la clase Cánovas del Castillo y el poco marinero transporte-cañonero Calvo Sotelo. También se contaban con seis antiguos torpederos de la clase T, dos lanchas torpederas de la clase G-5 soviética, tres antiguas de la clase MAS italiana y tres más de los primeros prototipos de la clase Schnellboot alemana, estas últimas muy problemáticas por sus motores de gasolina. A ello se sumaba la lista habitual de buques auxiliares como petroleros, transportes, aljibes, remolcadores, lanchas, patrulleras y pontones.
La Aeronáutica Naval, que en 1936 tenía aproximadamente un centenar aviones, había desaparecido en aquel mismo año por la eliminación física de sus oficiales durante los primeros compases de la Guerra Civil. Unos meses antes de la sublevación había quedado fuera de servicio el portahidroaviones Dédalo, que fue definitivamente desguazado en 1940.
La carencia de oficiales, fruto de la Guerra Civil, la escasez de repuestos y de combustible y, como consecuencia, el bajo adiestramiento de las dotaciones, reducían aún más el valor práctico de la Armada.
El 8 de septiembre de 1939, el gobierno franquista promulgó una ley que establecía la construcción de cuatro acorazados, dos cruceros pesados, doce cruceros ligeros, cincuenta y cuatro destructores, treinta y seis torpederos, cincuenta submarinos, cien lanchas torpederas, buques auxiliares, pertrechos y repuestos. Este programa nunca se llegó a efectuar por su coste astronómico y por el devenir de los acontecimientos posteriores.
El programa se basaba en la ayuda técnica que habría de recibir España, ya que su industria no estaba en condiciones de construir por sí sola buques de guerra modernos de alguna importancia. No habían hecho más que iniciarse las conversaciones con los italianos para la construcción en España de acorazados de la clase Littorio, cuando se inició la Segunda Guerra Mundial. Quedó detenido el programa naval antes de nacer y el esfuerzo industrial, sin la cooperación extranjera, se centró en la modernización de las unidades existentes y la finalización de los buques iniciados antes de la Guerra Civil.

#### Ejército del Aire
Los aviones de las fuerzas armadas españoles en 1940 eran en general inferiores a los de la aviación alemana y británica de la época. Si bien durante la Guerra Civil muchos aviones habían dado un magnífico resultado, el continuo desarrollo en materia aeronáutica propiciado entre 1939 y 1945 los relegó a todos a un segundo plano.
La ley de 9 de noviembre de 1939 creó el Ejército del Aire, y el 17 de octubre de 1940 se organizó el funcionamiento de las diferentes regiones y zonas aéreas. En aquel momento España contaba con 1148 aviones de 95 tipos diferentes, aunque gran parte ellos necesitaban de urgentes reparaciones y había una falta generalizada de piezas de repuesto para multitud de modelos de escasa entidad numérica. También había una carencia de instalaciones especializadas, particularmente hangares.
El Ejército del Aire español contaba con unos pocos cientos de cazas, principalmente de fabricación italiana o alemana: Fiat C.R.32, Heinkel He 112, Bf 109, Fiat G.50 y Heinkel He 51. Entre los bombarderos destacaban los SM.79, SM.81, Junkers Ju 52, Heinkel He 111, Dornier Do 17 y Fiat BR.20. Además, poseía aviones de fabricación soviética y española bajo licencia soviética usados en la guerra civil por la aviación republicana: cazas Polikarpov I-15 y Polikarpov I-16, y un pequeño número de bombarderos Tupolev SB y aviones de reconocimiento Polikarpov R-5 y R-Z.
La industria de aviación española, centrada en CASA e Hispano Aviación, continuó la producción de aviones de combate tras la Guerra Civil. En 1940 existían 370 aparatos en fase de terminación en talleres o en proceso de compra en el extranjero. Se completaron 30 I-16 y 63 I-15 en diversos estados de fabricación en talleres republicanos entre 1939 y 1941, además de recuperar varias decenas de huidos a Francia al término del conflicto. Asimismo se reconstruyeron aviones del bando nacional a partir de células y piezas excedentes, tales como 49 Fiar C.R.32 o 30 Bücker Bü 131. También se adquirió la licencia de producción de varios modelos alemanes e italianos; finalmente se llegarían a producir 100 cazas y 40 biplazas de entrenamiento Fiat C.R.32 (llamados HA-132L), 530 entrenadores Bücker Bü 131 (CASA 1.131), 25-50 Bücker Bü 133 (CASA 1.133) y 25 Gotha Go 145 (CASA 1.145), 170 transportes Junkers Ju 52 (CASA C-352L) y 200 bombarderos Heinkel He 111 (CASA 2.111).
Sin embargo, la situación de bloqueo impidió la renovación del material existente, quedándose poco a poco unos inservibles y el resto anticuados, y lastrando la producción a números escasos y retrasados en el tiempo. No obstante, durante la guerra se adquirieron un pequeño número de aparatos más modernos, tanto con mediante programas de compra de aviones, otros materiales y licencias de producción a Alemania como por la adquisicón de aviones internados.

### Política exterior entre 1939 y 1945

#### Neutralidad inicial

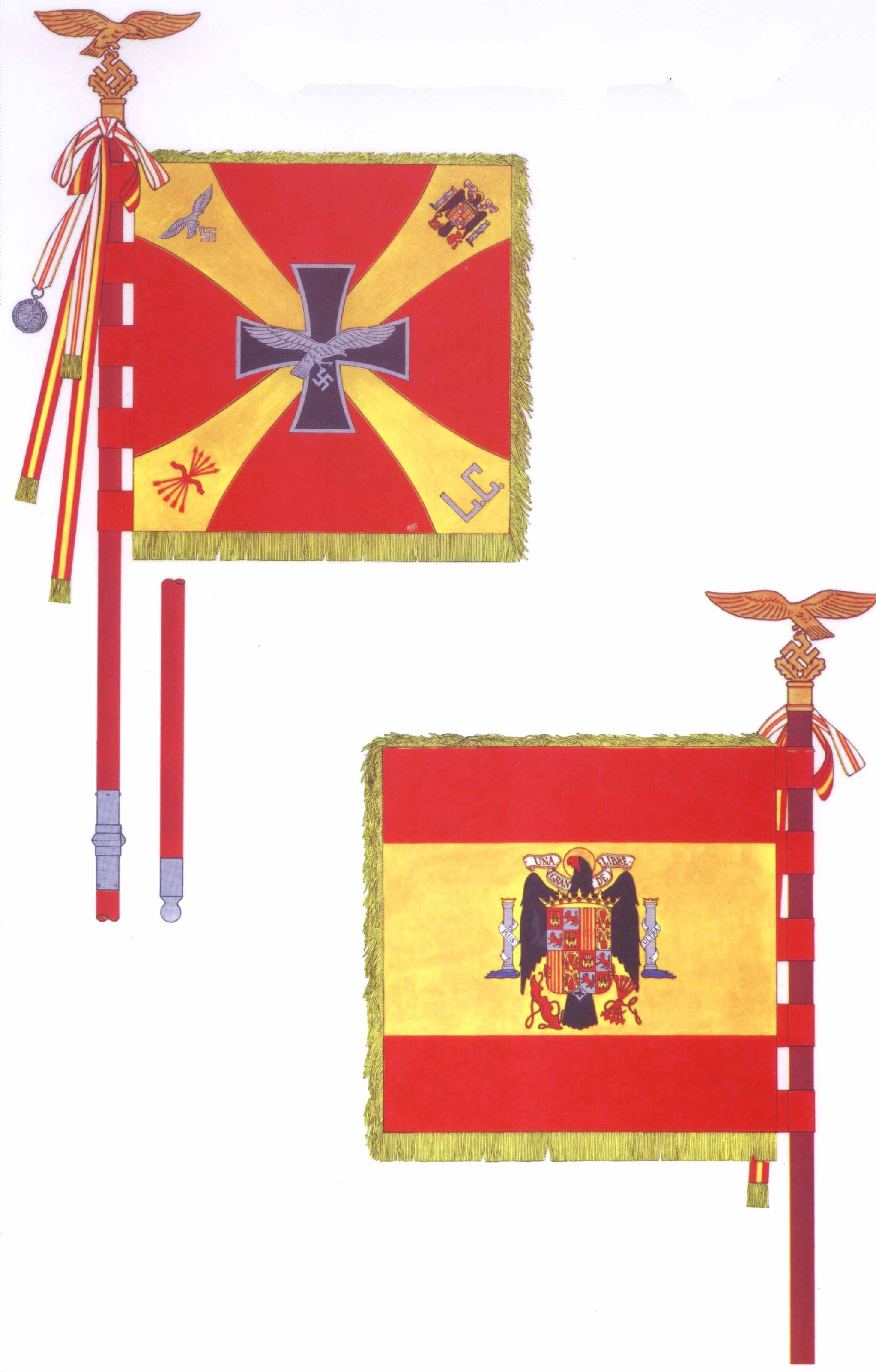
Estandarte de la Legión Cóndor

El 1 de abril de 1939 acabó la guerra civil española y Francisco Franco se convirtió en Jefe del Estado del nuevo régimen en España. Apenas medio año después el 1 de septiembre, Adolf Hitler desencadena la ofensiva sobre Polonia que producirá el estallido de la Segunda Guerra Mundial. Frente a eso, Franco, que gobierna una nación en ruinas y con aún enfrentamientos entre fuerzas de seguridad y guerrilleros, tiene tres opciones: situarse como enemigo de Alemania o Italia, cosa que no quiso hacer, puesto que tiene gran afinidad política e ideológica con los gobiernos de esos países, que además colaboraron de forma importante en su victoria en la Guerra Civil. Tampoco puede situarse como enemigo de las potencias occidentales aliadas, al estar rodeado de Francia y sus colonias y tener el Reino Unido una poderosa flota que podría imponer un bloqueo. No le queda más remedio que imponer la neutralidad, coincidiendo con la misma posición que mantuvo España en la Primera Guerra Mundial.
Pero las diferencias entre ambos casos eran claras. Mientras que ante la Primera Guerra Mundial España había mantenido una posición neutral debido al aislacionismo que había sufrido tras el desastre del 98, y por lo tanto, había desfasado su ejército, ahora se mostraba neutral debido a las consecuencias de la Guerra Civil, que había devastado los nudos de comunicaciones, industrias y ciudades. A pesar de que tenía un ejército con gran cantidad de experiencia acumulada en la Guerra Civil y material moderno de origen italiano, alemán y ruso. La única similitud que había entre ambos casos era la gran agitación interna.
No obstante, tras la entrada en guerra de Italia el 10 de junio de 1940, Franco cambió su posición de 'neutralidad' a otra de 'no beligerancia' el 12 de junio de 1940.

#### Entrevista de Hendaya
La entrevista de Hendaya se produjo el 23 de octubre de 1940, donde Francisco Franco se entrevistó con Adolf Hitler, acompañados ambos de sus ministros de Asuntos Exteriores, Ramón Serrano Suñer (España) y Joachim von Ribbentrop (Alemania). El resultado fue que España finalmente no entró en la guerra como beligerante, aunque hoy en día se discute si esto sucedió porque Hitler no estaba dispuesto a ceder a las demandas formuladas por Franco como requisito para entrar a la guerra, si Franco elevó sus peticiones en forma excesiva e intencional para desalentar a Alemania y así lograr la neutralidad del país, o si ocurrió una mezcla de ambos factores.
También se discute hasta qué punto la información secreta que le pasó Wilhelm Canaris (quien le aseguró a Franco, a espaldas de Hitler, que Alemania no ganaría la guerra), influyó en las decisiones que posteriormente tomara Franco. Las demandas territoriales sostenidas como punto partida por ambas dictaduras para afrontar las negociaciones eran:
- Por parte de Hitler, la cesión de una de las Islas Canarias, y, al parecer, la isla de Fernando Póo.
- Por parte de Franco, además de la colonia británica de Gibraltar, la entrega a España de Orán, Marruecos y Guinea, tres partes integrantes del imperio colonial francés. Además, se sugirió la posibilidad de entregar a los españoles también el Rosellón francés.

Aun así, otros creen que si Hitler (o tal vez Mussolini) hubiera ejercido una firme presión sobre Franco, es de prever que tarde o temprano se habría conseguido la entrada de España en la guerra del lado del Eje. Pero Hitler cambió sus planes, tal vez agobiado por asuntos más urgentes (preparar la Operación León Marino o la Operación Barbarroja), o estimando que la entrada de España en la guerra no sería decisiva ni de importancia ineludible.
Cabe indicar que Hitler consideraba que el «espacio vital» del Tercer Reich estaba en Europa Oriental y no en el Mediterráneo o el norte de África; esto impulsaba la expansión germana a costa de la Unión Soviética y por ello Hitler logró forzar exitosamente a países como Hungría, Eslovaquia o Rumania, para que se uniesen a la guerra en apoyo del Eje. España, por su posición geográfica periférica, pudo evitar las presiones nazis en tal sentido.

#### Política de los tres frentes
La política de los tres frentes es la posición estándar que tomó el gobierno español durante la Segunda Guerra Mundial. Esta posición era pronazi en la guerra que sostenía Alemania con la URSS, estrictamente neutral en la guerra entre Alemania y las potencias occidentales; y proaliada en la guerra que sostenía Estados Unidos contra Japón.

Franco difundió una peculiar e interesada teoría y se la transmitió al embajador norteamericano. Según esta tesis, se estaban desarrollando tres guerras simultáneas: la del Eje contra la URSS, en la que España era favorable al Eje; la del Eje contra los Aliados, en la que era neutral, y la del Pacífico, donde aseguró que era necesario derrotar a los japoneses porque estos eran —entre otros calificativos— unos bárbaros.
Florentino Rodao. Guerra a los bárbaros de Oriente. Clío. Junio 2006.

La postura de Franco y su gobierno evolucionaría a lo largo del conflicto, siempre manteniéndose en una ambigua neutralidad cuando le era beneficioso para sus intereses. Así pues, tras la batalla de Francia en junio de 1940 y cuando parecía inevitable que el III Reich vencería al Reino Unido, Franco se entrevistó con Hitler en Hendaya, España ofreció al Tercer Reich la División Azul para apoyar el ataque a la URSS, se permitió el repostaje de submarinos alemanes en puertos españoles, se censuraba las noticias de derrotas alemanas en la propaganda española, los agentes alemanes de la Abwehr tenían gran libertad para trabajar en territorio español mientras se vigilaba a los británicos, etc. El 25 de noviembre de 1941, España firmó el Pacto Anti-Komintern revisado (había firmado la versión inicial el 25 de marzo de 1939), texto auspiciado por la Alemania nazi y el Imperio del Japón, al que también se había sumado la Italia fascista y otros países próximos al Eje.
No obstante, a partir de noviembre de 1942 se percibe en España que el conflicto da un giro completo, tras el éxito de los desembarcos estadounidenses en Marruecos y Argelia, después de la victoria británica en la batalla de El Alamein, y al ser detenido brutalmente el Heer durante la batalla de Stalingrado; en esos momentos Franco comprende rápidamente la nueva situación y repentinamente vuelve a practicar una estricta neutralidad e incluso tolera ciertas ventajas militares a los aliados, semejantes a las que había ofrecido a los alemanes antes.

#### Soborno a generales españoles
Según Robert Solborg, agente estadounidense en Lisboa en 1942, el primer ministro británico Winston Churchill estaba convencido de que España entraría en algún momento en la guerra del lado de Adolf Hitler. Para evitarlo, decidió sobornar a los generales que estaban bajo las órdenes del dictador Francisco Franco y crear así toda una corriente militar de pensamiento en contra de la entrada de España en el conflicto. El agente elegido para efectuar el soborno sería el banquero Juan March (que además había sido uno de los principales canales de financiación para la sublevación de 1936), que se encargó de convencerlos y distribuir entre ellos una suma inicial de diez millones de dólares americanos de la época. Según Ferrer, solo en 1942, los generales de Franco recibieron entre 3 y 5 millones de dólares.

#### Aspiraciones sobre Orán
El gobierno franquista aspiraba a reincorporar a España la ciudad norteafricana de Orán, por entonces parte de la Argelia francesa pero con una importante población de origen español. Para ello utilizó, entre 1940 y 1942, presiones diplomáticas y campañas de prensa. La campaña fue bautizada operación Cisneros por los servicios de contrainteligencia de la Francia de Vichy.

#### ¿Declaración de guerra a Japón?
Se encuentra escrito en la revista Clio:

Es poco conocido que Franco quiso declarar la guerra a Japón cuando ya se advertía la derrota del Eje en 1945 y que incluso se concibió el envío de una nueva División Azul con tal fin. El episodio refleja el carácter zigzagueante de la diplomacia franquista –que pasó de admirar a Japón a convertirlo en enemigo– y cómo los clichés sobre los "bárbaros orientales" impregnaron la visión española del imperio nipón. «Parece como si fuéramos a declarar la guerra a Japón», espetó el ministro de Exteriores español José Félix de Lequerica al agregado militar británico en Madrid, Windam W. Torr, en una cena informal. Era marzo de 1945, cuando el Tercer Reich vivía sus últimos meses y era obvio que los Aliados ganarían la guerra.
Florentino Rodao. Guerra a los bárbaros de Oriente. Clío. junio 2006.

Tras la derrota del bando republicano en la guerra civil española, como sucedió en América, un número considerable de exiliados españoles emigraron a las antiguas colonias españolas de Oceanía, en especial Filipinas. Allí les pilló el estallido de la contienda entre Japón y Estados Unidos en diciembre de 1941. De hecho, Franco envió una felicitación al emperador japonés Hirohito por el ataque a Pearl Harbor. En un principio, la prensa franquista ensalzó las conquistas japonesas y pidió a los españoles que habitaban allí que ayudasen a los aliados japoneses. Pese a ello, los españoles ayudaron al bando estadounidense, haciendo una guerra de guerrillas a los japoneses.
No todos los españoles confinados allí eran exiliados. Entre ellos se encontraba Andrés Soriano, fundador de Cervezas San Miguel, hombre más rico de Filipinas y que prestó ayuda al bando rebelde durante la Guerra Civil y héroe del Pacífico, fue además un amigo personal del general MacArthur. Otro gran héroe fue Leoncio Peña, que perteneció a una escuadra en la que solo quedaron dos supervivientes. Tras luchar en Okinawa, fue trasladado a Estados Unidos, donde recibió la Estrella de Bronce por méritos de guerra, la Medalla del Corazón Púrpura y la del Racimo de Hoja del Roble. Cabe destacar, además, que los primeros soldados que desembarcaron en la Batalla de Guadalcanal fueron españoles. La ayuda prestada por los españoles fue de crucial importancia para los estadounidenses.[cita requerida]
No obstante, esa ayuda la pagaron cara los españoles. Aparte de soldados, también había muchos misioneros, que sufrieron una gran persecución por su condición de religiosos. En la isla de Saipán, el gobernador militar llegó a decir «La Iglesia Católica no debe ser algo bueno cuando Hitler en Europa la persigue tanto». Y es que los misioneros instalados en Saipán fueron de los que peor lo pasaron. Fueron aislados en domicilios con escasez de alimentos y medicamentos, y los japoneses los utilizaban de escudos, utilizando los conventos como almacén de municiones, sabiendo que los estadounidenses no los bombardearían. Muchas monjas estuvieron a punto de ser fusiladas, simplemente por encender un fuego para calentarse o por hablar entre ellas, pues los japoneses sospechaban que colaboraban con MacArthur. Ni siquiera la liberación estadounidense era de buen augurio para los misioneros mientras hubiese soldados japoneses cerca. Siete jesuitas desplazados a las islas Carolinas y Marianas fueron asesinados por las tropas niponas cuando se enteraron de que Saipán había caído.[cita requerida]
La Masacre de Filipinas
En 1944, con los aliados ya cerca de alzarse con la victoria, el siguiente paso era la conquista de Filipinas, que cortaría a los japoneses el envío de petróleo de Malaca y Sumatra. Tras el desembarco, los estadounidenses llegaron a Manila, donde los japoneses desataron la mayor masacre de todo el frente pacífico. Allí se encontraban 1700 españoles. Con la ciudad a punto de ser conquistada, los oficiales japoneses ordenaron sacar a cientos de civiles españoles y filipinos para ametrallarlos a sangre fría. Las mayores matanzas fueron en el barrio de Intramuros, donde los civiles se intentaron ocultar en los edificios religiosos. Pero entonces los japoneses prendieron fuego a los edificios con los ocupantes dentro y también lanzaron granadas al interior de los mismos, para disparar al que saliera al exterior. A otros se les enterró vivos o se les asesinaba sin más. Hubo un caso de una niña de cinco años, Ana María Aguilella, que sobrevivió a 16 bayonetazos. Un informe cifró en 12 700 los civiles masacrados.
Con la masacre de Manila, la prensa franquista cambió drásticamente de opinión, hablando de "vesania nipona". Ningún aliado podía hacer algo semejante a ciudadanos españoles. Ahora se les trataba como enemigos acérrimos. Fue ahí cuando se planteó la declaración de guerra a Japón. No había riesgo, ya que la guerra estaba prácticamente acabada, y sería un buen método para quedar bien con los aliados tras la ayuda prestada al Eje. Aunque la idea fue finalmente desechada, el ministro de Asuntos Exteriores, José Félix de Lequerica, comunicó al ministro plenipotenciario nipón en Madrid, Yakishiro Suma, la ruptura de las relaciones diplomáticas entre ambos países el 12 de abril de 1945.
- Entre los españoles que sobresalieron en el Frente del Pacífico, cabe destacar al inventor, aviador e ingeniero Heraclio Alfaro Fournier (nieto del fabricante de naipes), que proporcionó grandes innovaciones y mejoras en los aviones estadounidenses, se le puede considerar como el pionero en el campo de los motores voladores. También al jesuita Pedro Arrupe, que destinado en una misión de Nagatsuka (cerca de Hiroshima), socorrió junto a otros misioneros a los heridos y ayudaron a incinerar a los fallecidos que sufrieron la detonación de la bomba atómica.

#### Régimen franquista ante derrota de la Alemania nazi

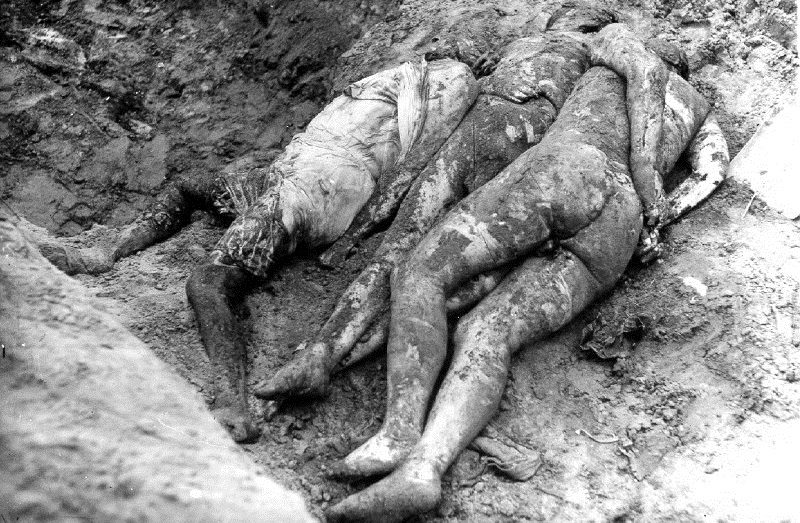
Cadáveres hallados en una fosa común del "campo de tránsito" nazi Janowska en la Polonia oriental, actualmente Ucrania. Imágenes como esta sobre el Holocausto nunca fueron publicadas durante la dictadura del general Franco.

Tras el fin de la guerra en Europa, el régimen franquista no se desligó de la visión de la Segunda Guerra Mundial de las potencias del Eje, a las que había apoyado, sobre todo al principio de la guerra. Esto se puede comprobar en el tratamiento que dio la prensa y la agencia oficial de noticias Efe a la derrota alemana. La muerte de Hitler fue anunciada a toda página en portada por el diario Informaciones en su edición del 2 de mayo de 1945 exaltando su figura y sin mencionar que se había suicidado: muerto "cara al enemigo bolchevique, en el puesto de honor", defendiendo la civilización cristiana. Aunque en un tono más moderado, lo mismo hicieron —ocultando también que se había suicidado y afirmando asimismo que había muerto en combate— el monárquico ABC y el católico Ya. En este último diario el antisemita Cortés Cavanillas escribió un panegírico del «hombre excepcional» que fue Hitler, defensor «de las últimas murallas de la civilización occidental» y que dedicó su vida a luchar contra todo lo viejo: «el liberalismo, el socialismo, el marxismo, el judaísmo». Las primeras noticias sobre los campos de concentración nazis aparecieron a finales de abril de 1945, pero sin mencionar a los judíos y atribuyendo las penosas condiciones en que se encontraban los reclusos al caos provocado por la derrota, y siempre acompañándolas de informaciones y reportajes sobre las consecuencias de los bombardeos aliados de las ciudades alemanas y sobre la matanza de Katyn, perpetrada por orden de Stalin. Además se equiparaba lo sucedido en los campos nazis con la «persecución» a que estaban siendo sometidos nazis y fascistas, destacando el asesinato de Mussolini por los partisanos italianos.

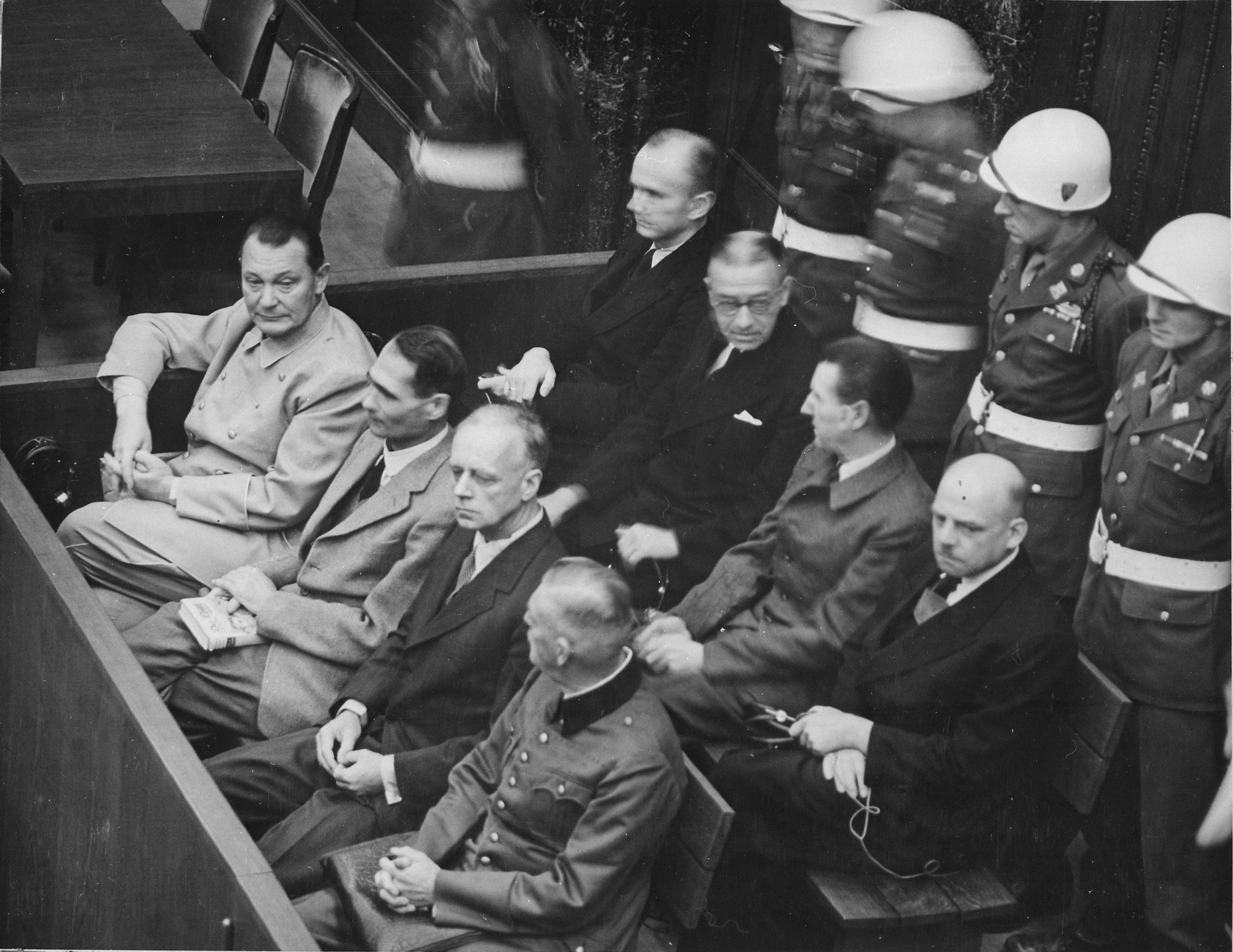
Imagen de la bancada de acusados nazis en el proceso principal de los Juicios de Núremberg. Delante, de izquierda a derecha: Hermann Goering, Rudolf Hess, Joachim von Ribbentrop, Wilhelm Keitel. Detrás, de izquierda a derecha: Karl Doenitz, Erich Raeder, Baldur von Schirach y Fritz Sauckel.

La prensa solo comenzó a hablar con más claridad de los horrores de los campos alemanes después del giro estratégico que dio el general Franco, para intentar sobrevivir a la derrota del Eje, con el nombramiento de un nuevo gobierno en julio de 1945 en el que la Falange fue relegada a segundo plano y en el que el protagonismo pasó al sector católico procedente de la CEDA que encabezaba Alberto Martín Artajo, nuevo ministro de Asuntos Exteriores. Pero se siguió aludiendo al supuesto maltrato que los aliados dieron a los soldados alemanes y, sobre todo, se criticaron los juicios de Núremberg, que Luis Carrero Blanco, el asesor más importante del generalísimo Franco, calificó de «venganza» y de «crimen» en sus charlas de Radio Nacional de España, en las que ocultaba su identidad bajo el seudónimo de Juan de la Cosa. Asimismo se mantuvo la férrea censura de las imágenes de los campos de exterminio nazis, de los que nunca se dieron a conocer ni fotografías ni películas —en 1962 la censura suprimió las imágenes de los campos que aparecían en la película de Stanley Kramer Judgement at Nurenberg y obligó a cambiar el título de la misma por el de Vencedores o vencidos que ponía en un mismo plano a los asesinos nazis y al tribunal aliado que los juzgaba—. 
Los españoles tuvieron que esperar a la muerte de Franco en 1975 para ver las primeras imágenes del Holocausto. Además en algunos libros y artículos se siguieron alabando las figuras de Hitler y de Mussolini y la obra de sus respectivos regímenes —Carrero Blanco, de nuevo bajo el seudónimo de Juan de la Cosa, elogió en junio de 1946 la reacción anticomunista de «los Estados nacionalsocialistas» alemán e italiano; y el propio general Franco en uno de los artículos que escribió para el diario Arriba con el seudónimo de Jakin Boor afirmó que Mussolini y Hitler hicieron retroceder a la masonería y que esta se había cobrado su «venganza» urdiendo la caída del Duce y el atentado contra el Führer, y con la represión que siguió a la victoria aliada—.

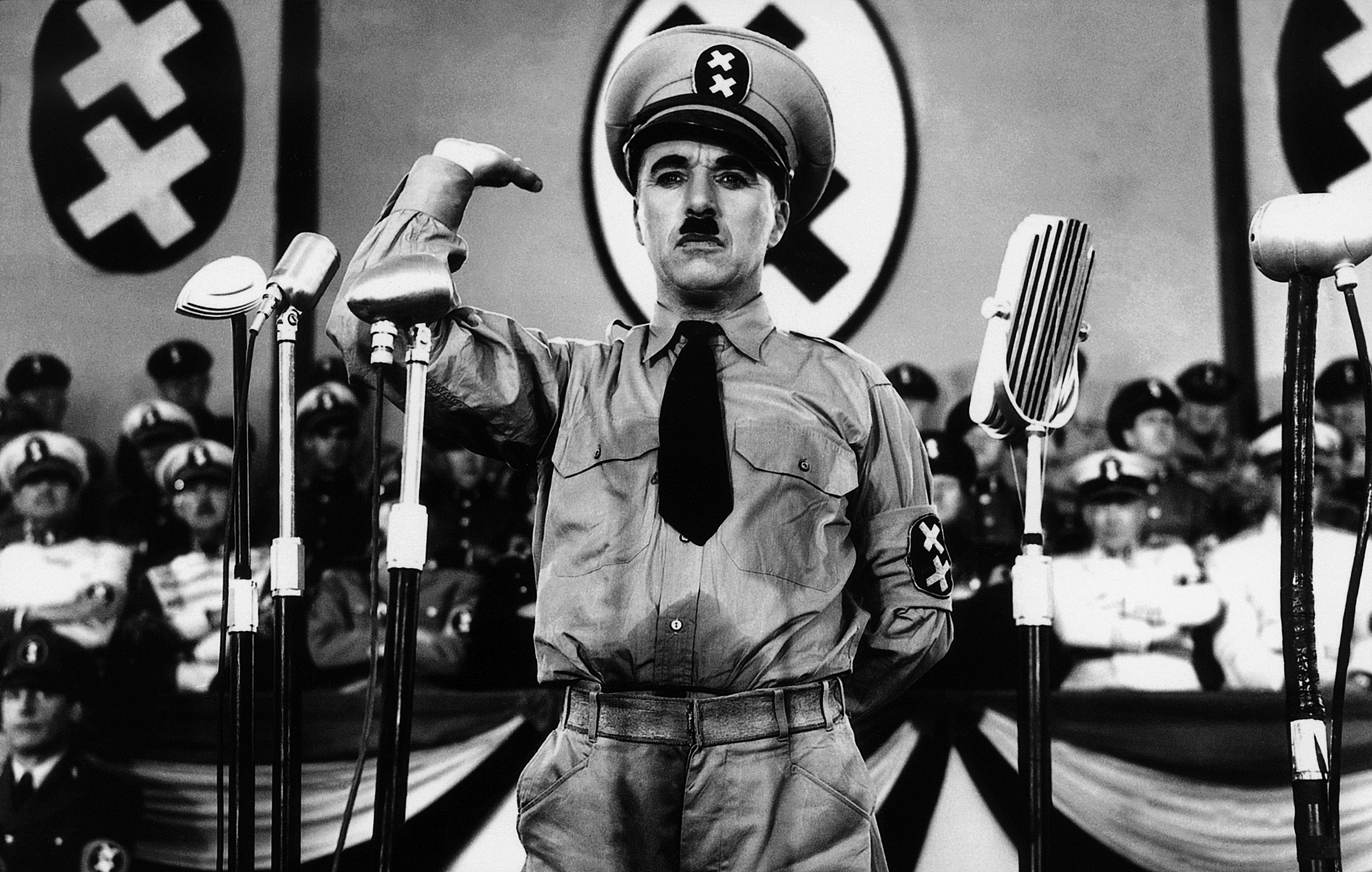
Charles Chaplin en el papel del dictador Adenoid Hynkel. Esta película, El gran dictador (1940), estuvo prohibida durante el franquismo. Hubo que esperar a la muerte del Caudillo para que pudiera ser estrenada en España.

En definitiva, la imagen de la Guerra Mundial que se difundió desde 1945 era la de que las potencias del Eje, aun con sus errores y diferencias con el régimen católico español, se habían enfrentado valerosamente al enemigo comunista, con el que se habían unido estúpidamente las democracias occidentales, favoreciéndole. [...] Alemania seguía apareciendo en el lado bueno del gran combate contra el comunismo. Esto es lo que explica que la censura cinematográfica se ejerciera durante décadas contra todo aquello que significara crítica severa contra el régimen hitleriano. El gran dictador (1940), de Chaplin, sólo se pudo ver en España tras la muerte de Franco. Lo mismo ocurrió con Esta tierra es mía (1943) de Renoir. Ser o no ser (1942) de Lubitsch, se pudo estrenar en 1970. Rommel, el zorro del desierto (1951), centrada en la conspiración contra Hitler de 1944, pudo verse en 1963. A Basilio Martín Patino la censura le modificó sustancialmente un guion cinematográfico, y una de las órdenes que recibió decía: Suprímase que mataron a los padres de Helga porque eran judíos. [...] Durante el régimen de Franco el genocidio judío se ocultó deliberadamente todo lo que se pudo, que fue mucho.

### Acciones del régimen franquista

#### Ocupación de Tánger
El 14 de junio de 1940, cuando ya era clara la victoria alemana sobre Francia, tropas españolas ocuparon Tánger y se anexionó al Protectorado español de Marruecos, en el norte del actual Marruecos. Esta violación del estatuto de la Zona Internacional de Tánger fue justificado por el régimen franquista argumentando que la caída de Francia hacía ingobernable esta ciudad. El 11 de octubre de 1945 el Ejército español abandonó la ciudad, volviéndola a declarar ciudad abierta.

#### División Azul

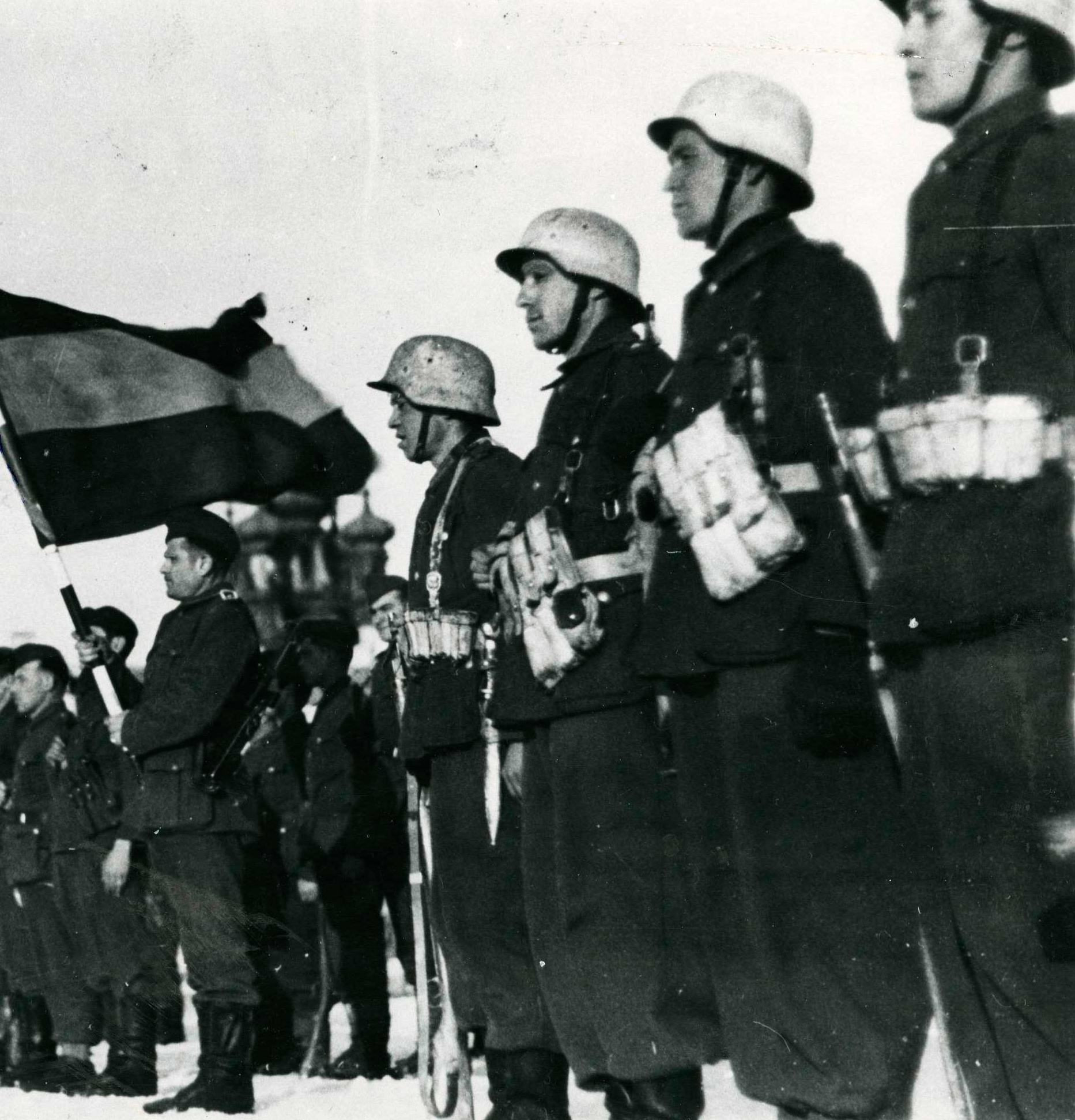
Soldados de la División Azul en puesto de mando de Prokrowskaja, URSS

Uno de los acuerdos alcanzados en la entrevista de Hendaya fue la creación de una división de voluntarios españoles que debía luchar integrada en el ejército alemán (Wehrmacht) cuando se iniciara la invasión de la Unión Soviética. El general Agustín Muñoz Grandes fue el designado para mandar la división, sin embargo, posteriormente fue Emilio Esteban Infantes quien le sustituye. Luchó en el sitio de Leningrado y en la Batalla de Krasni Bor.
La minoría de los 45 000 voluntarios fueron forzados, participando a cambio de la conmutación de la pena de un familiar prisionero de guerra o preso político, como es el caso de Luis García Berlanga.
El 20 de agosto, tras prestar juramento de lealtad a Adolf Hitler (que se modificó especialmente para mencionar la lucha contra el comunismo), la División Azul fue enviada al frente ruso. Fue transportada en tren a Suwalki, Polonia, desde donde tuvo que continuar a pie. Después de avanzar hasta Smolensk, se desplegó en el asedio de Leningrado, donde pasó a formar parte del 16.º Ejército alemán.
El número total de bajas de la División Azul se elevó a 22 700 - 3934 muertes en batalla, 570 muertes por enfermedades, 8466 heridos, 7800 enfermos y 1600 congelados . Además, las fuerzas rusas tomaron 372 prisioneros de esta división, de la Legión Azul o de los voluntarios de las SS 101, conocidos como la Spanische Freiwilligen Kompanie. De estos, 286 fueron mantenidos en cautiverio hasta 1954, en que volvieron a España en la nave Semíramis, fletada por la Cruz Roja el 2 de abril de 1954.
Los aviadores voluntarios formaron la Escuadrilla Azul, la cual, a bordo de aviones Messerschmitt Bf 109 y Focke-Wulf Fw 190, fue acreditada con 156 derribos de aviones soviéticos.
Principales batallas
- Batalla de Vóljov
- Batalla de Possad
- Batalla del Lago Ilmen
- Batalla de Krasni Bor

#### Recursos y comercio

Mapa del África colonial en 1939, antes de iniciarse la Segunda Guerra Mundial. En amarillo los territorios españoles.

A pesar de la grave carencia de dinero, combustible, maquinaria, y otras provisiones, España fue capaz de suministrar algunos objetos de primera necesidad a Alemania. Había una serie de acuerdos secretos comerciales entre los dos países, que estaban en vigor desde que el Tercer Reich apoyaba al bando sublevado durante la guerra civil en 1937.
El recurso principal era el wolframio (también conocido como tungsteno) extraído por empresas mineras alemanas en España. El wolframio era esencial a Alemania para su ingeniería de precisión avanzada y por lo tanto para la producción de armamento. A pesar de tentativas aliadas de comprar todo el stock disponible, produciendo un boom que elevó muchísimo los precios de los minerales, también hubo esfuerzos diplomáticos para influir en España, pero las materias primas españolas siguieron llegando de forma continua al III Reich hasta agosto de 1944, cuando el avance aliado por el sur de Francia cortó toda comunicación terrestre entre España y Alemania.
La venta libre de minerales españoles a los nazis fue justificada como resultado de una deuda del franquismo con Alemania, que se debía pagar debido al valioso apoyo militar y de suministros que los nazis dieron al bando sublevado durante la guerra civil. Otros minerales que también los españoles vendieron casi en su totalidad a los alemanes fueron hierro, el zinc, el plomo y el mercurio.
España también actuó como un conducto intermediario para que la Alemania nazi obtuviese por un tiempo ciertos diversos bienes y mercancías de Sudamérica, por ejemplo, diamantes industriales y platino. Se alcanzaron acuerdos también en el área laboral, como en el caso del pacto suscrito el 21 de agosto de 1941 con el líder nazi Robert Ley para enviar 100 000 trabajadores a Alemania, y que finalmente fueron reducidos a 15 000.
Después de la guerra, fueron encontradas pruebas de transacciones significativas de oro entre Alemania y España, las cuales terminaron solo en mayo de 1945. Se creía que este oro fue consecuencia del saqueo nazi de países ocupados, pero las tentativas por parte de los Aliados para obtener el control del oro y el retorno de este en gran parte fue frustrado por España.

#### Compra de armas a Alemania
En enero de 1943, llegó a Berlín una Comisión Española con el objeto de negociar la adquisición de armamento en Alemania por parte de las Fuerzas Armadas Españolas. Ya desde el final de la Guerra Civil se había comprado en Alemania diverso armamento, pero no fue hasta que llegó la Comisión, llamada «Comisión Extraordinaria para Material de Guerra», cuando estas adquisiciones tomaron verdadero auge. La balanza comercial era favorable a España y se propuso pagar la diferencia con Armamento por parte Alemana. La comisión la encabezó inicialmente el Capitán de Navío Santiago Antón Rozas, pero dado el nivel que estaban tomando las negociaciones, fue sustituido por el general del Ejército de Tierra, Carlos Martínez de Campos y Serrano, Duque de La Torre. La delegación española deseaba adquirir varios centenares de cazas y bombarderos, equipos de radio, cañones, ametralladoras, carros de combate, etc. Finalmente la cifra quedó reducida a mucho menos de lo que en un primer momento se pidió por los españoles.

#### Represión interna
En marzo de 1941 la policía franquista detuvo en Almería a un centenar de personas a las que acusaban de ser miembros de una organización clandestina que ayudaba a presos antifascistas y que estaba difundiendo las noticias que emitía la BBC británica sobre el desarrollo de la guerra. Ocho de los detenidos fueron condenados a la pena de muerte y fusilados el 11 de agosto de 1942.

#### Política judaica

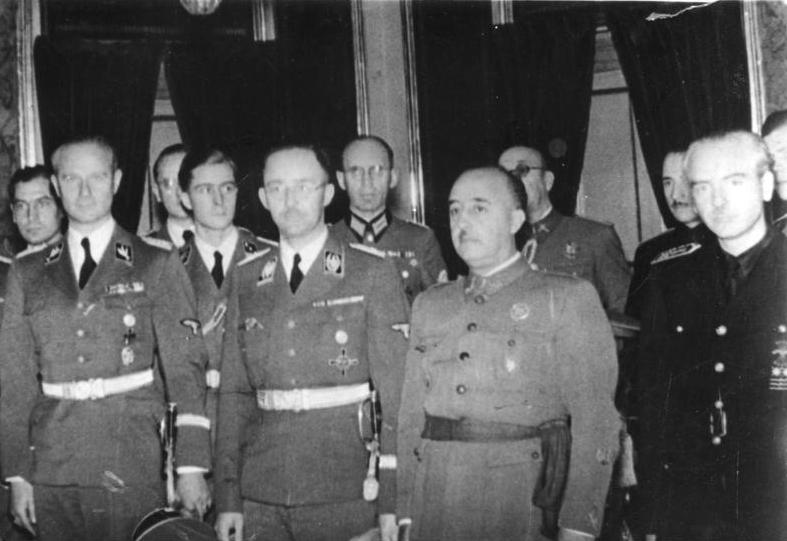
Franco junto a Heinrich Himmler en el Palacio de Oriente durante la visita que hizo a España el líder nazi en 1940.

Tras la derrota de Francia en junio de 1940 el régimen franquista autorizó el paso rumbo a otros países de acogida, normalmente vía Portugal, a entre 20 000 y 35 000 judíos, junto con otros miles de refugiados, pero a partir del otoño de 1940 aumentaron las trabas para conceder visados de tránsito. Los que atravesaban la frontera ilegalmente eran normalmente internados en el campo de concentración de Miranda de Ebro desde donde eran evacuados a otros países gracias sobre todo al Comité Judío Estadounidense de Distribución Conjunta, una organización judía estadounidense que el gobierno toleró que se instalara en Barcelona bajo la tapadera de una sucursal de la Cruz Roja portuguesa. Pero muchos de los refugiados que entraban ilegalmente fueron devueltos a Francia, especialmente si eran capturados cerca de la frontera. El caso más renombrado fue el del filósofo judío alemán Walter Benjamin, quien ante la perspectiva de tener que volver se suicidó en el paso fronterizo de Port-Bou.
El régimen se ocupó de los alrededor de 4000 judíos sefardíes residentes en Europa que tenían pasaporte español, aunque no todos poseían la nacionalidad plena. Sin embargo, el Ministerio de Asuntos Exteriores comunicó a los cónsules destacados en Francia, donde vivían más de la mitad de ellos, que no se opusieran a la aplicación de las leyes antisemitas aprobadas por el régimen de Vichy y por los nazis en la Francia ocupada, aunque los cónsules sí que intervenían cuando estos judíos con pasaporte español eran detenidos, con resultado desigual.
El problema se agudizó cuando en enero de 1943 la Alemania nazi dio un ultimátum a España —y a otros países neutrales— para que repatriaran a los judíos que tuvieran pasaporte español en un plazo de pocos meses, o serían enviados al este, de donde no podrían volver hasta el final de la guerra —en realidad serían exterminados en los campos de concentración de Polonia, un hecho del que entonces el Gobierno español ya poseía alguna información—. La primera noticia que tuvo el gobierno franquista y el propio Franco de lo que estaba pasando con los judíos en la Europa de Hitler fue un informe que en diciembre de 1941 elaboraron un grupo de médicos que habían visitado Austria y Polonia y en el que se hablaba del exterminio de los "locos" y de la reclusión de los judíos en guetos donde morían de hambre y enfermedades. Estas informaciones fueron corroboradas por la División Azul en los despachos que envió en 1942 en los que también se hablaba de las matanzas de rusos y polacos. Al final de ese año son los gobiernos aliados los que denuncian el "exterminio" de los judíos. En julio de 1943 la embajada española en Berlín informa a Madrid ya claramente de que los judíos son enviados a los campos polacos donde son asesinados. En 1944 la embajada en Budapest da detalles más precisos sobre el campo de exterminio de Auschwitz.
A diferencia de lo que hicieron Suiza, Suecia o Portugal, el Gobierno español no acogió a sus judíos inmediatamente, sino que después de sopesar las distintas posibilidades, incluida la de dejar que los deportaran al este, el propio general Franco decidió que fueran repatriados, pero de ningún modo podrían quedarse en España —lo que suponía considerar vigente el decreto de expulsión de los judíos de 1492—. Además el Gobierno español comunicó al alemán que solo aceptaría pequeños grupos sucesivamente —un grupo no entraría hasta que el anterior no hubiera abandonado el país porque «no podemos afrontar el gravísimo problema de tenerles en España»; cursiva de Álvarez Chillida—. Asimismo se ordenó a los cónsules que solo concedieran el visado de tránsito a los judíos que demostraran tener la nacionalidad española y no a los que solo tenían el estatuto de protegido (lo que supuso dejar fuera a 2000 de los 2500 judíos que estaban en Francia y tenían pasaporte español). El gobierno franquista pidió prórroga tras prórroga, por lo que «si muchos se salvaron finalmente fue tanto o más que por la actitud del Gobierno, por la infinita paciencia que manifestaron las autoridades de Berlín», afirma Álvarez Chillida. En total fueron repatriados 800 judíos españoles —la cuarta parte de los judíos que tenían pasaporte español—, algunos centenares de ellos tras pasar por el campo de concentración de Bergen-Belsen debido a las demoras del Gobierno español en concederles el visado de tránsito.

África Occidental Española

El Gobierno español reiteró la orden a los cónsules de España en Alemania y en los países ocupados o satélites del Eje de que no concedieran visados de tránsito a los judíos que lo solicitaran excepto si acreditaban «con documentación completa satisfactoria [la] nacionalidad» española. Sin embargo, la mayoría de los diplomáticos españoles no hicieron caso a esta orden y atendieron a los judíos, especialmente a los sefardíes que se presentaban en los consulados alegando que tenían el estatuto de protegidos, aunque este ya no tenía vigencia y el plazo para obtener la nacionalidad había expirado el 31 de diciembre de 1930. Los cónsules sabían que «los sefardíes, como los otros judíos, corrían peligro de muerte si caían en manos de la policía alemana. Ante esta dramática situación, el cuerpo diplomático español, en toda Europa, tuvo un comportamiento ejemplar; hizo todo lo que estuvo en su alcance para aliviar la suerte de los judíos, fuesen sefardíes o no, con nacionalidad española o no. Los nombres de aquellos diplomáticos que, espontáneamente, a veces contra las instrucciones que recibían de su gobierno, hicieron cuanto estuvo en su poder para salvar a hombres y familias en peligro de muerte merecen pasar a la historia para que no caigan nunca en el olvido. Estos fueron, entre otros, Bernardo Roldán, Eduardo Gasset y Sebastián Romero Radigales, respectivamente cónsules en París y Atenas; Julio Palencia Álvarez, Ángel Sanz Briz, encargados de negocios en Bulgaria y Hungría; Ginés Vidal, embajador en Berlín, y su colaborador Federico Oliván; sin contar con muchos otros funcionarios de rango más modesto que les ayudaron a esta tarea humanitaria».

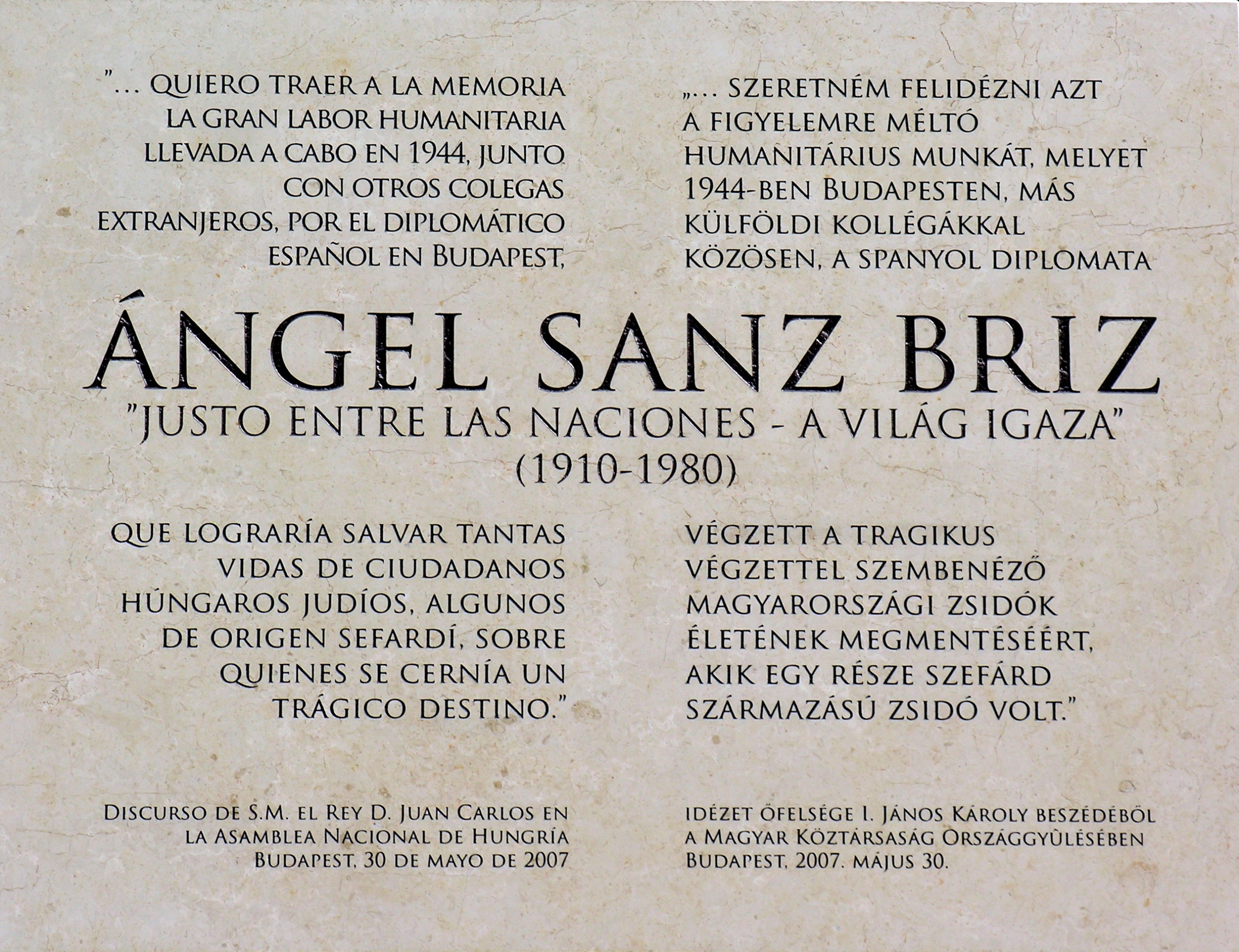
Placa en memoria de Ángel Sanz-Briz en la pared de la Embajada de España en Budapest

Sin duda la acción de salvamento de judíos más importante fue la que llevó a cabo el secretario de la embajada española en Budapest Ángel Sanz Briz. A principios de 1944 los alemanes ocuparon Hungría y comenzaron a deportar a los campos de exterminio al millón de judíos que vivían allí, lo que levantó las protestas del rey de Suecia y del papa Pío XII, a las que no se sumó el general Franco, a pesar de la presión que recibió de los gobiernos aliados. La comunidad judía de Tánger, ciudad marroquí ocupada desde 1940 por el ejército español, solicitó en mayo de 1944 al gobierno de Madrid que concediera visado a 500 niños judíos de Hungría para que pudieran viajar allí —los gastos los pagaría la Cruz Roja Internacional— donde serían acogidos por las familias judías de la ciudad. "España aceptó la petición, preocupándose de darla a conocer a los Gobiernos y las opiniones de los aliados, ya claramente vencedores en la contienda", afirma Álvarez Chillida. Como Alemania no les dejó salir, los quinientos niños, por iniciativa de Sanz Briz, quedaron bajo la protección de la embajada española y sus gastos corrieron a cuenta de la Cruz Roja Internacional.
En junio de 1944, el embajador Ángel de Muguiro dejó Budapest y se hizo cargo de la legación española en Hungría Sanz Briz, con el título de encargado de negocios. Briz comenzó inmediatamente, junto con su ayudante el italiano Giorgio Perlasca —a quien el gobierno de Israel otorgó el título de Justo entre las Naciones en 1987, cinco años antes de su muerte—, a conceder visados y pasaportes españoles a miles de judíos. Gracias a estos papeles 1648 de ellos pudieron salir de Hungría y encontrar refugio en Suiza. A otros Sanz Briz y Perlasca los alojaron en ocho pisos alquilados "ajenos a la legación de España" por lo que gozaban del privilegio de la extraterritorialidad, tal como figuraba en la puerta de cada uno de ellos —los gastos corrían a cargo de la Cruz Roja Internacional—. Asimismo Briz se ocupó, como había hecho el año anterior la embajada de España en Berlín, de informar al gobierno de Madrid del exterminio de los judíos en los campos gracias al testimonio de dos judíos que habían escapado de Auschwitz. En octubre de 1944 Sanz Briz ideó una estratagema para salvar más judíos. Consiguió que el Gobierno húngaro le autorizase a proporcionar doscientos pasaportes a supuestos sefardíes de origen español, que él los convirtió en pasaportes familiares —cada uno incluía una familia entera— y además concedió muchos más pasaportes de los doscientos autorizados simplemente numerándolos siempre por debajo del 200. De esa forma salvó a muchos judíos "españoles".
En noviembre de 1944, cuando el Ejército Rojo estaba muy cerca de Budapest, Sanz Briz tuvo que abandonar la embajada y se trasladó a Suiza, pero Perlasca siguió en la capital húngara continuando con la labor humanitaria hasta el 16 de enero de 1945, día en que las tropas soviéticas entraron en Budapest. Según Joseph Pérez, unos 5500 judíos salvaron la vida gracias a las gestiones de Sanz Briz y Perlasca, aunque Gonzalo Álvarez Chillida rebaja la cifra a 3500. En 1991 el gobierno de Israel nombró a Sanz Briz Justo de la Humanidad a título póstumo —había muerto en 1980—.
A diferencia de lo que sucedió con las otras acciones humanitarias de los diplomáticos españoles, la de Sanz Briz sí contó con la aprobación del gobierno español. Según Joseph Pérez, esto se explica por el momento en que se produjo, finales de 1944, cuando no era difícil prever la derrota de Hitler. «La actitud de Sanz Briz servía de coartada al régimen de Franco en sus esfuerzos para convencer a los aliados que ya no tenía nada de común con el Tercer Reich. Además, por aquellas fechas, era demasiado tarde para que los judíos húngaros pudiesen ser trasladados a España. Por si a alguno se le ocurría intentarlo una vez acabada la guerra, utilizando sus documentos de protección, el nuevo ministro de Exteriores, Alberto Martín Artajo, envió dos circulares a los cónsules, el 24 de julio y el 10 de octubre de 1945, ordenándoles anular su validez a todos los efectos». Este mismo punto de vista es el que sostiene Gonzalo Álvarez Chillida, añadiendo además que "el costo de la operación era mínimo: el papel, la tinta y el tiempo empleado en redactar los documentos de protección. El Gobierno sabía que no podían entrar en España y el sostenimiento era por cuenta ajena. Y las ganancias en propaganda ante los aliados eran cuantiosas".
Joseph Pérez a la pregunta «¿se habrían podido salvar más judíos si el Gobierno español se hubiera mostrado más generoso, aceptando las sugerencias de sus cónsules en la Europa ocupada por los nazis?" responde "desde luego" y añade a continuación: "Hasta 1943… Madrid no quiso complicaciones con Alemania e incluso después de aquella fecha se prestó a colaborar con agentes nazis». Sin embargo, Pérez concluye: «a pesar de todo, el balance global es más bien favorable al régimen: no salvó a todos los judíos que pedían ayuda, pero salvó a muchos. Así y todo, es muy exagerado hablar, como hacen algunos autores, de la judeofilia de Franco…».
La valoración de Pérez no es plenamente compartida por Gonzalo Álvarez Chillida. Según este historiador, a los judíos se les permitió transitar por España, «precisamente por que se trataba de tránsito, sostenido económicamente, además, por los aliados y diversas organizaciones humanitarias», «pero había que impedir por todos los medios que permanecieran en el país, como se ordenó reiteradamente desde El Pardo. Por ello el mayor problema se planteó con los cuatro millares de judíos españoles, que los alemanes estaban dispuestos a respetar siempre que fueran repatriados por España. Pese a que el problema se planteó cuando el Gobierno comenzó a conocer la realidad del exterminio judío, Franco mantuvo inalterado su criterio de que estos ciudadanos españoles, por ser judíos, tampoco podían permanecer en su propio país. Cómo convencer a los aliados de su evacuación fue más complejo, hubo muchas dilaciones que los alemanes aceptaron, y, finalmente, el régimen salvó a menos de la cuarta parte. […] Y no sólo eso. Una vez derrotada Alemania… [el ministerio de asuntos exteriores] ordenó que se consideraran plenamente nulos todos los documentos de protección otorgados durante la guerra. Sólo aquellos judíos que demostrasen poseer la ciudadanía española en toda regla serían ayudados a regresar a sus antiguos hogares, pero bajo ningún pretexto podrían entrar en España. […] Muchos judíos que se salvaron a través de España guardan un lógico recuerdo de agradecimiento hacia Franco. Los que fueron devueltos a Francia o aquéllos que fueron abandonados por no reconocérseles la nacionalidad en su inmensa mayoría no pudieron guardar recuerdo alguno».
En 1949, en un momento en que el régimen padecía el aislamiento internacional, la propaganda franquista inventó el mito del «Franco salvador de los judíos», especialmente de los sefardíes. Esto permitió acusar al recién creado estado de Israel de ingratitud, ya que acababa de rechazar el establecimiento de relaciones diplomáticas con España y había votado en la ONU en contra del levantamiento de las sanciones contra el régimen —para Israel, el general Franco seguía siendo el aliado de Hitler—. Para difundir el mito se elaboró un folleto traducido al francés y al inglés. Como señala Álvarez Chillida, «el éxito de esta campaña fue tan grande que sus secuelas han llegado hasta la actualidad. Y éxito especialmente en el mundo judío».
La campaña estaba dirigida únicamente al exterior, «pues en el interior [de España] apenas se entendía de qué salvación se trataba. Ya que el Holocausto, y sobre todo las imágenes del mismo, fue un tema tabú que estuvo censurado hasta la muerte del dictador».

#### Refugio de criminales de guerra

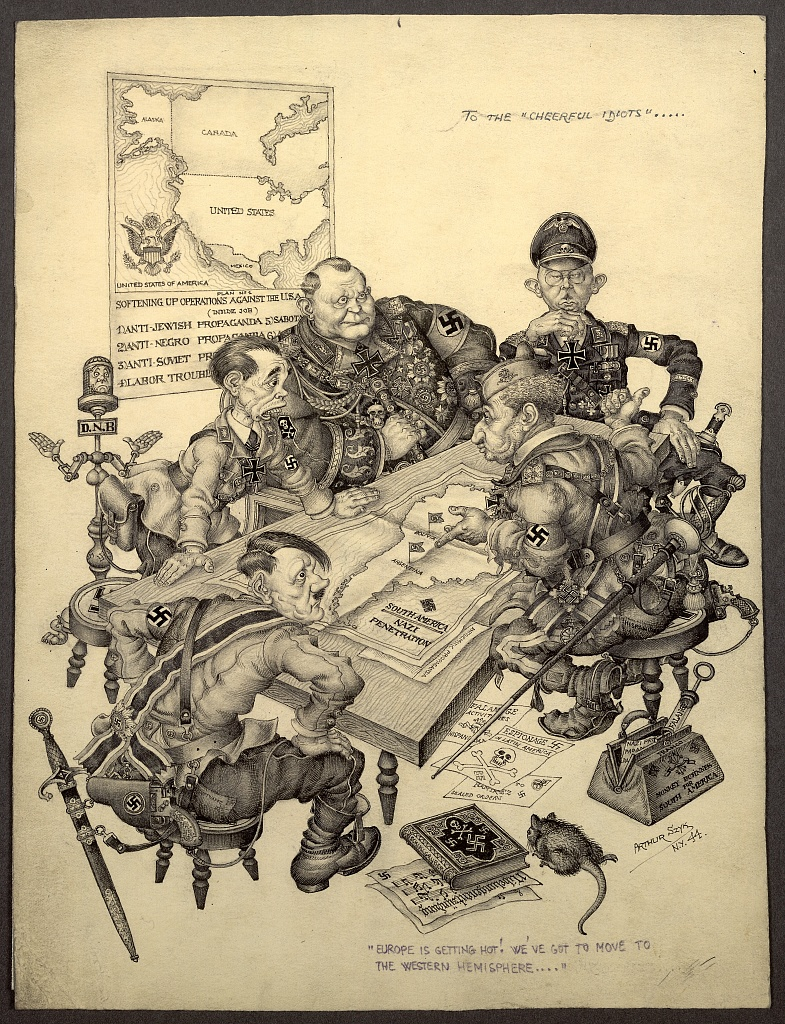
Caricatura que muestra a Franco orientando a los jerarcas nazis para reubicarse en América del Sur tras su derrota en la Segunda Guerra Mundial, obra del diseñador Arthur Szyk.

Después de la guerra el régimen de Franco se mostró hospitalario con exfuncionarios, miembros y colaboradores del Tercer Reich, que buscaban refugio en España, y en particular con algunos de los responsables de la deportación y el exterminio de los judíos. El estado español ayudó a huir a miles de jerarcas y colaboracionistas nazis, dio asilo de facto a criminales como Maks Luburić y a algunos hasta la nacionalidad española, como por ejemplo a León Degrelle. No obstante, cediendo a la presión internacional, el gobierno franquista entregó a varios a los Estados Unidos, para su posterior juicio. Sin embargo, «la mayoría de los reclamados por los aliados fueron protegidos o escondidos, algunos directamente por Franco o Carrero Blanco».
Hoy en día se cree que alrededor de 40 000 nazis de toda Europa Occidental se refugiaron en España cuando acabó la guerra. Otros utilizaron España como país de tránsito hacia la Argentina de Perón (ver ODESSA y Otto Skorzeny). También se calcula que los nazis dejaron en España bienes materiales valorados entre 1 y 2 mil millones de pesetas del mercado actual, al cual hay que añadir el valor de un racimo de holdings, empresas de seguros, bancos, industrias químicas y eléctricas, navieras, mineras y agrícolas, etc.

## Españoles en el bando aliado

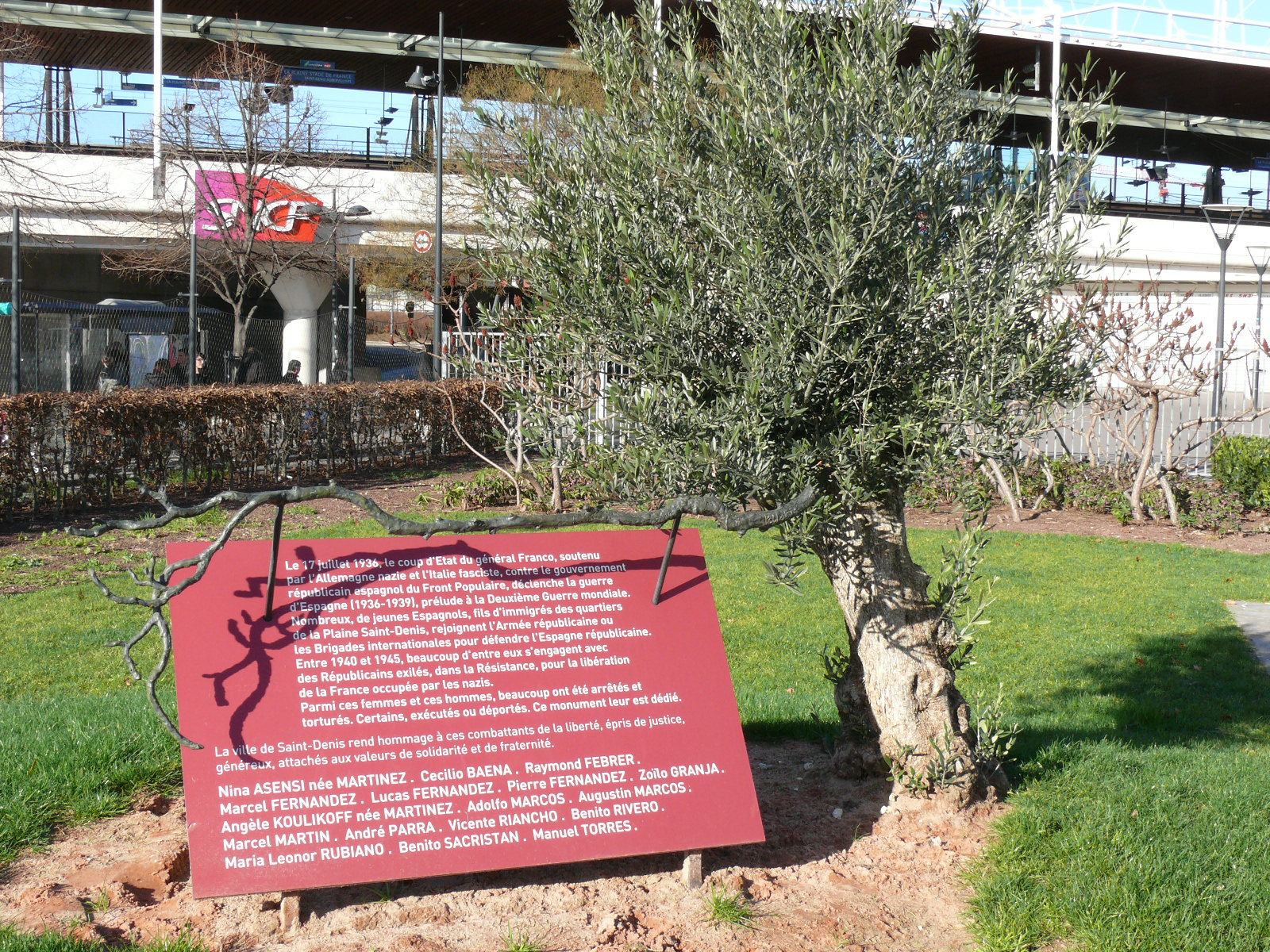
Memorial de los niños de españoles inmigrantes en Plaine Saint Denis, Francia, de quienes lucharon en la Guerra Civil y en la Resistencia Francesa.

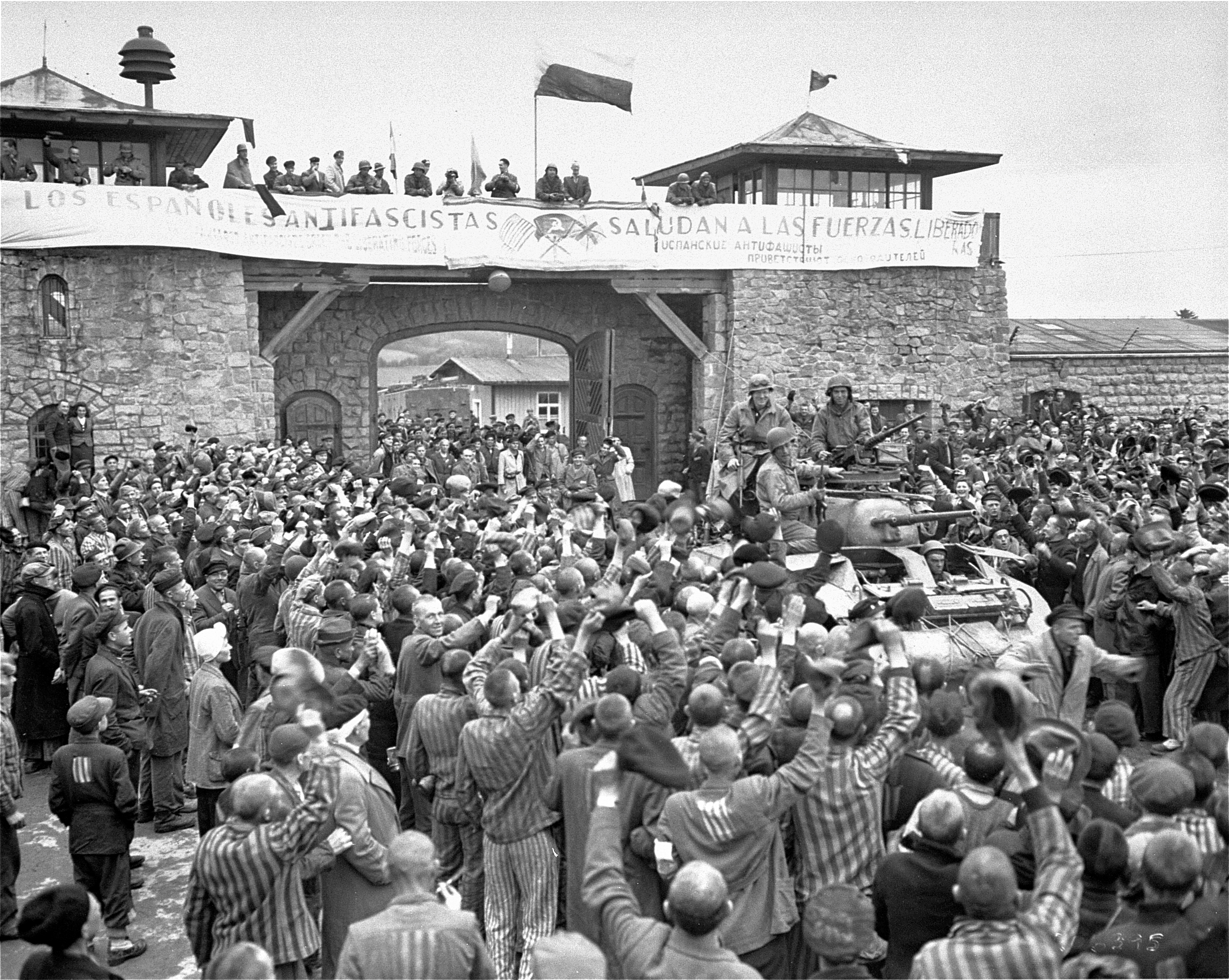
Los españoles republicanos y antifascistas prisioneros en Mauthausen despliegan una pancarta para saludar a los aliados.

### Combatientes con los aliados occidentales
Los excombatientes republicanos de la guerra civil que se habían exiliado en Europa, también combatieron a los nazis. Principalmente en la defensa de los Países Bajos o como guerrilleros de la Francia libre o en unidades regulares como La Nueve, una compañía de la 2.ª División Blindada francesa que fue la primera tropa en entrar en la ciudad durante la Liberación de París. Incluso una unidad de españoles participó en el desembarco de Normandía integrados en regimientos de la Legión Extranjera Francesa o la Spanish Company number one del Ejército Británico. El agente doble Juan Pujol García (nombre en clave GARBO), también trabajaron para la causa aliada
Franco no mostró interés alguno en recibir en España a dichos combatientes como prisioneros de guerra, permitiendo a Hitler su encarcelación en campos de concentración.
En agosto de 1944, muchos guerrilleros españoles participaron en la liberación del territorio francés con la idea de que a continuación invadirían España para derrocar al régimen de Franco. En octubre, la antifranquista Unión Nacional Española lanzó desde Francia la invasión del Valle de Arán, primera etapa de la Operación Reconquista de España. Sin embargo, el ejército franquista repelió a los guerrilleros causándoles fuertes bajas.
Unos 16 millones de personas fueron reclutadas a lo largo del conflicto en los Estados Unidos siendo este alistamiento obligatorio sin discriminación entre ciudadano y no ciudadano sino entre útil y no útil para el servicio militar. Así pues unos 300 000 inmigrantes, residentes en el país, fueron reclutados por las diversas ramas de las fuerzas armadas, incluyendo la Marina Mercante. Al inicio de la contienda uno de cada once era de origen extranjero. Unos 1390 españoles sirvieron en el Ejército norteamericano, de los que 1196 nacieron en España, incluyendo el Protectorado de Marruecos. De estos 1.196, dos eran mujeres y fueron destinadas al Cuerpo de Ejército de Mujeres que se creó en 1942.
También cabe mencionar al Batallón Guernica, formado por combatientes vascos, y al Batallón Libertad, formado por combatientes anarquistas y socialistas.

### Combatientes en la Unión Soviética
En Europa Oriental, la Unión Soviética recibió a exlíderes españoles comunistas y niños evacuados de familias republicanas. Cuando Alemania invadió la Unión Soviética en 1941, muchos, como el general comunista Enrique Líster o Rubén Ruiz Ibárruri el hijo de la Pasionaria que murió en combate durante la batalla de Stalingrado, se unieron al Ejército Rojo. Fueron, al menos, 700 españoles los que se alistaron voluntarios en el Ejército Rojo para combatir a los nazis y otros 700 actuaron como partisanos detrás de las líneas alemanas. Cerca de 300 voluntarios españoles perdieron la vida o desaparecieron en combate.

## Planes y operaciones militares en territorio español

### Planes militares de Franco
Las fuerzas armadas españolas hicieron planes para defender el país de ataques de cualquiera de los contendientes. Al principio, la masa del Ejército español fue colocada en la parte del sur del país para prevenir un eventual ataque aliado y se fortificó la zona de la bahía de Algeciras. Sin embargo, Franco ordenó que las divisiones se movieran hacia la frontera francesa después de que Hitler le amenazase con una posibilidad de invasión.[cita requerida]
Cuando, a partir de finales de 1942, se hizo claro que los Aliados ganarían finalmente el conflicto, Franco desplazó tropas a la frontera francesa, recibiendo aseguramientos personales de los líderes de países Aliados de que ellos no deseaban invadir España, sobre todo cuando los estadounidenses desembarcaron en el Marruecos francés. Aunque los soldados alemanes estuvieran bien preparados, la experiencia reciente de combate del Ejército franquista en la Guerra Civil y el terreno accidentado del norte de España presentarían un obstáculo significativo a cualquier gran invasión del Eje.
De hecho Franco mandó construir una barrera defensiva a lo largo de los Pirineos, que nunca se terminó del todo y a la que se llamó Línea P.[cita requerida] Se empezó a construir en 1944 y su objetivo final era conseguir que la frontera resultase impermeable.

### Planes alemanes en España

Despliegue de tropas previsto por el Alto Mando Alemán en la península ibérica para la Operación Félix y posible respuesta aliada.

Gibraltar durante la Segunda Guerra Mundial. Cañón de defensa costera en la cima de Gibraltar. Franco quería tomar Gibraltar y negoció con Hitler su conquista, pero la operación nunca llegó a realizarse.

Ya antes de la entrevista de Hendaya, hubo un plan hispano-alemán para un ataque por parte de tropas españolas equipadas con armamento alemán sobre el territorio británico de Gibraltar, que era una base militar británica y de suma importancia para el control de la salida occidental de Mediterráneo y las vías marítimas al canal de Suez y Oriente Medio, así como para patrullar el océano Atlántico. Los alemanes también apreciaban la importancia estratégica del noroeste de África para instalar bases militares y como plataforma para cortar cualquier futura participación bélica de los Estados Unidos. Por lo tanto, los proyectos nazis incluyeron la ocupación de la región por fuerzas tudescas en cantidad suficiente para prevenir en el futuro cualquier tentativa de invasión Aliada.
El 12 de noviembre de 1940 Hitler ordenó el inicio de los preparativos de la Operación Félix. Se trataba de la Directiva n.º18 que establecía las «medidas políticas para inducir la pronta entrada de España en la guerra» y que «el objetivo de la intervención alemana en la península ibérica (llamada Félix) era expulsar a los ingleses del Mediterráneo Occidental». También se menciona la posible invasión de Portugal (aliado histórico de Gran Bretaña) y la ocupación posible de las Azores y Madeira. El plan preveía que dos cuerpos de ejército alemanes entrarían en España por los Pirineos.
El 7 de diciembre de 1940 el almirante alemán Canaris transmitió a Franco la petición de Hitler de que el 10 de enero de 1941 permitiera el paso por territorio español de las divisiones germanas que iban a atacar Gibraltar pero el dictador español no dio su acuerdo. El almirante Canaris a su regreso a Alemania informó de que el general Franco le había explicado que «España podía entrar en guerra solamente en el momento en que Inglaterra estuviera al borde del colapso». En febrero de 1941, el OKW (alto mando alemán) anunció que la Operación Félix estaba cancelada por el momento, y que las tropas enmarcadas dentro de la operación quedaban libres para ser utilizadas en cualquier otro teatro de operaciones.
A estas alturas, los recursos militares tudescos estaban siendo destinados a la operación Barbarroja para invadir la Unión Soviética. A petición de Hitler, el OKW trazó en 1941 planes para una nueva operación, Félix-Heinrich, que era similar a la Operación Félix pero con unidades diferentes y que sería realizada una vez se alcanzasen ciertos objetivos en Rusia. A medida que la guerra fue desarrollándose en contra del Eje, los alemanes pasaron a planificar varias operaciones militares no ya para conquistar Gibraltar sino para rechazar un posible ataque aliado por España. Hubo tres proyectos sucesivos, cada vez menos agresivos según la capacidad alemana disminuía:
- Operación Isabela o Isabella. Este esquema fue planificado en abril de 1941 como una reacción alemana a un hipotético desembarco británico en la península ibérica. Tropas alemanas entrarían masivamente en España para apoyar a Franco y expulsar a los británicos.
- Operación Ilona o Gisela. Una versión reducida "de Isabela", posteriormente rebautizada como "Gisela". Fue planeada en mayo de 1942, para ser realizada si realmente la neutralidad de España no se cumplía, ya sea porque Franco se ponía del lado de los Aliados o si el régimen franquista era derrocado por militares antinazis. Diez divisiones alemanas avanzarían entonces hacia Barcelona y luego, si fuera necesario, hacia Salamanca.
- Operación Nurnberg. Elaborada en junio de 1943, era más bien un plan de contingencia si se daba el caso de que los Aliados desembarcaran en España y Portugal. El plan consistía en una estrategia puramente defensiva en la cordillera de los Pirineos. Para entonces las fuerzas asignadas a la Operación Nurnberg eran solo dos regimientos reforzados del ejército alemán, fuerzas sin posibilidades serias de rechazar una invasión aliada.

### Plan británico de invasión de Canarias
Temiendo la adhesión de España a las Potencias del Eje, Reino Unido desarrolló un plan de invasión de las islas Canarias, que eran fácilmente conquistables, con el nombre en clave de operación Pilgrim (Peregrino). La ofensiva comenzaría con ataques al puerto y el aeropuerto de Gran Canaria, seguidos de un desembarco, probablemente cerca de Telde, que era el punto estratégico clave de todo el archipiélago. Los británicos también contemplaron llevar tropas a bordo de un buque civil que atracase en el puerto el día antes, para que las tropas tomasen el puerto por sorpresa. El plan incluía la lista de unidades que participarían en la invasión, entre las que había tropas canadienses.
El plan de defensa de Gran Canaria incluyó la construcción de nuevas baterías de artillería y de carreteras en el interior de la isla. Los alemanes, que llevaban años ya preocupados con la posible conquista de las Canarias por los Aliados, prestaron asesoramiento para la defensa. Alemania decidió entregar gratuitamente a España varios cañones para baterías costeras y antiaéreas.[cita requerida]
Finalmente, y al ver que España solo suministraría materias primas a Alemania, los británicos decidieron cambiar la estrategia por un embargo de petróleo.[cita requerida]

### Operación Backbone

Mapa de la situación militar en el continente europeo en enero de 1942.

La operación Backbone ("espina dorsal") fue un plan diseñado por los Aliados en 1942, durante la Segunda Guerra Mundial para invadir España si esta entraba en la contienda a favor de las potencias del Eje, o bien era invadida por ellas. 
El objetivo principal era preservar el control británico de Gibraltar y su estrecho. Los aliados planeaban ocupar militarmente el sur de España hasta la barrera natural de sierra Morena, así como el protectorado de Marruecos, colonizado por España, para dominar y proteger el estrecho de Gibraltar y asegurar el éxito de los desembarcos aliados en el norte de África controlado por la Francia de Vichy. 
1. Toma de Tánger y Tetuán avanzando hacia el norte, desde el Marruecos francés, por Uezán y Alcazarquivir (si se demostraba que podía utilizarse esta carretera), con fuerte cobertura aérea.
2. Toma de Ceuta, para eliminar sus ocho cañones de costa,[50] desembarcando 20 kilómetros al sur y, de ser posible, lanzando paracaidistas también al sur, mientras bombardeaban intensamente la ciudad.
3. Toma de Melilla y de su aeropuerto desde el este.

### Incidentes aéreos
Decenas de aviones tanto del Eje como de los Aliados aterrizaron o se estrellaron en territorio español a lo largo de la guerra. Las tripulaciones y aparatos supervivientes fueron internados, según establece el derecho internacional, hasta el final de la guerra. El gobierno español compró unos pocos de estos aviones para sus fuerzas aéreas o para la compañía Iberia. Además, a lo largo de la guerra ocurrieron incidentes que implicaron directamente a aviones españoles e incluso el bombardeo de una ciudad española.
El 18 de diciembre de 1939, un Ju-52 M-CABA de Iberia que realizaba el trayecto Sevilla-Tetuán fue derribado sobre Algeciras por un destructor británico. Poco después, un avión británico fue derribado por la artillería antiaérea española sobre Tarifa.
A finales de 1940, cazas de la Royal Navy británica derribaron un avión militar español modelo Savoia-Marchetti SM.79 cerca de Baleares, muriendo los cinco tripulantes. El aparato se había acercado al portaaviones británico Ark Royal y los ingleses alegaron haberlo confundido con un avión italiano.
El 5 de febrero de 1941, un Ju-52 español procedente de Sidi Ifni fue atacado por dos cazas franceses sobre el mar, a 30 kilómetros de Casablanca. El aparato tuvo que tomar tierra en Rabat.
La madrugada del 11 al 12 de julio de 1941 tuvo lugar el bombardeo de La Línea de la Concepción. Un Savoia-Marchetti SM.82 italiano que intentaba atacar Gibraltar soltó por error tres bombas en la vecina localidad española de La Línea. Dos bombas cayeron en la playa de Poniente y no explotaron pero la tercera cayó en plena ciudad y destruyó tres viviendas, matando a cinco personas e hiriendo a otras muchas. Además la explosión afectó al tendido eléctrico y dejó a la ciudad a oscuras. A pesar de la protesta oficial española ante los representantes de Mussolini, el SM-82 reapareció en la bahía de Algeciras las tres noches siguientes. Al ser recibido con fuego antiaéreo por las baterías españolas, dejó caer nuevas bombas en la zona de Campamento.
Con la invasión aliada del norte de África en 1943, las violaciones del espacio aéreo español se hicieron diarias. El 3 de marzo se ordenó al teniente Miguel Entrena interceptar con su He-112B una formación de Lockheed P-38 del 37th Fighter Squadron (14th Fighter Group) que sobrevolaba Nador, en el protectorado español de Marruecos. Uno de los aviones fue alcanzado y se vio obligado a aterrizar de emergencia junto al río Muluya, pero sin llegar a estrellarse. El día siguiente se dieron instrucciones precisas a los pilotos españoles de no responder a ninguna provocación de los aliados. Ese mismo día cazas estadounidenses en varias formaciones desafiaron a los militares españoles, sobrevolando agresivamente el aeródromo de Nador.
En las islas Canarias se produjeron también violaciones frecuentes del espacio aéreo español por parte de aviones aliados. Los cazas españoles interceptaban a los aliados y, al no disponer de radio, disparaban ráfagas de aviso que a veces eran interpretadas como ataques por los aviones aliados, que contestaban disparando. El 28 de octubre de 1943 un Fiat CR.32 español recibió de esta manera impactos de un Catalina y tuvo regresar a la base. Días más tarde dos Lockheed Pv-1 Ventura, pertenecientes al VP-73 de la U.S. Navy, dispararon contra un Fiat CR.32, al que superaban en velocidad y armamento, del 29 Grupo de Caza de Gando, sobre Gran Canaria, y no lo derribaron, a pesar de que el Fiat no podía defenderse al habérsele encasquillado sus ametralladoras. El 1 de noviembre un Fiat CR.32 pilotado por el teniente Ferrer fue atacado por un Catalina de la US Navy (escuadrón VBP-73) y respondió, haciendo 40 impactos sobre el avión estadounidense, hiriendo a tres de sus tripulantes y provocando graves daños en un motor, el tren de aterrizaje y un tanque de combustible. El Catalina logró llegar a Marruecos y se hundió tras realizar un amerizaje de emergencia en Agadir.
También se produjo un grave incidente en la provincia de Valéncia cuando un escuadrón de 3 aviones del Air Transport Command estadounidense que se dirigían a Italia arrojaron por error 60 toneladas de bombas sobre las localidades de Paterna, Manises, Cuart de Poblet y Burjassot causando 124 muertos y 33 edificaciones destruidas, el aeropuerto de Valéncia fue alcanzado por 5 bombas resultando dañada la terminal y siendo derribada la torre de control, el Acuartelamiento Daoiz Y Velarde de Paterna fue alcanzado por una bomba resultando totalmente destruido y matando a 10 militares españoles que estaban dentro de él, este incidente aéreo que dejó graves daños en suelo español fue debido a un fallo de los radares que hizo pensar a los pilotos que ya estaban en suelo italiano.
A partir de este hecho, y de un acuerdo con los aliados, los incidentes en el espacio aéreo español disminuyeron, debido a que los aviones dejaron de acercarse a menos de tres millas de la costa y los Fiat CR.32 ya no los interceptaban. A partir de marzo de 1944 los Fiat CR-32 de la base canaria de Gando dejaron prácticamente de volar debido a la escasez de combustible. Además en 1944 se firmó un pacto secreto con EE. UU. y entre otras cosas el aeródromo de Cabo Juby quedó a disposición de los estadounidenses.[cita requerida] Algunos meses después del desembarco de Normandía, en 1944, aviones del Air Transport Command estadounidense fueron autorizados para repostar en territorio español, incluso en aeródromos cercanos a Madrid.

### Incidentes navales
En la Guinea española, concretamente en la ciudad de Santa Isabel de la isla de Fernando Poo, ocurrió en la noche del 14 al 15 de enero de 1942 una batalla entre un comando británico y buques de las Fuerzas del Eje que estaban refugiados allí. El ataque tenía el nombre en clave de Operación Postmaster. El comando acabó logrando sacar los buques capturados del puerto, pero estos alertaron a las fuerzas españolas allí destacadas. Este ataque se vio desde España como una declaración de guerra por parte de Inglaterra.
Otro incidente naval ocurrió el 2 de mayo de 1942, cuando llegó a Cartagena un submarino alemán averiado, el U-573. El gobierno español concedió un período de tres meses para repararlo, lo que provocó protestas de los Aliados, ya que violaba las normas internacionales sobre internamiento. Sin embargo, ante la imposibilidad de reparar el submarino dentro del tiempo marcado, su dotación procedió a destruir la documentación y parte de los equipos de a bordo, tras lo cual el U 573 fue internado y sus tripulantes repatriados a Alemania en las semanas siguientes. La Armada española compró el submarino por 1 500 000 reichsmarks.

### Operación Mincemeat (Carne Picada)
La situación de colaboración del régimen franquista con los agentes del Eje, principalmente alemanes, en España era de conocimiento público. Esta colaboración permitió a los ingleses efectuar la operación Mincemeat u operación Carne Picada, una argucia para engañar a los tudescos sobre el objetivo real del desembarco que planeaban en Sicilia con poca oposición alemana en 1943. Esta operación fue llevada a cabo en las costas de Huelva y fue popularizada tras la guerra por la novela y película El hombre que nunca existió.

### Invasión del Valle de Arán
La Invasión del Valle de Arán, denominada en clave Operación Reconquista de España, fue un intento de la Unión Nacional Española (UNE) en el año 1944 de establecer un gobierno provisional español de la República presidido por Juan Negrín, en el Valle de Arán mediante un ataque de un grupo de guerrilleros españoles, agrupación bautizada con el nombre «Reconquista de España», que colaboraban con la resistencia francesa en el exilio. La invasión se inició en el Valle de Arán, en el norte de la provincia de Lérida, en España.
El gobierno franquista, previendo una posible invasión aliada desde Francia, había encargado a Rafael García Valiño, jefe del Estado Mayor del Ejército y veterano de la guerra civil española, la defensa de la frontera de los Pirineos, dirigida por los generales José Moscardó y Juan Yagüe que contaban con unos 50 000 hombres.
La Operación Reconquista acabó en una derrota de los guerrilleros debido a su grave inferioridad numérica y a la escasez de armamento pesado. Fallecieron 588 miembros del maquis y 248 soldados del ejército franquista.

## Consecuencias

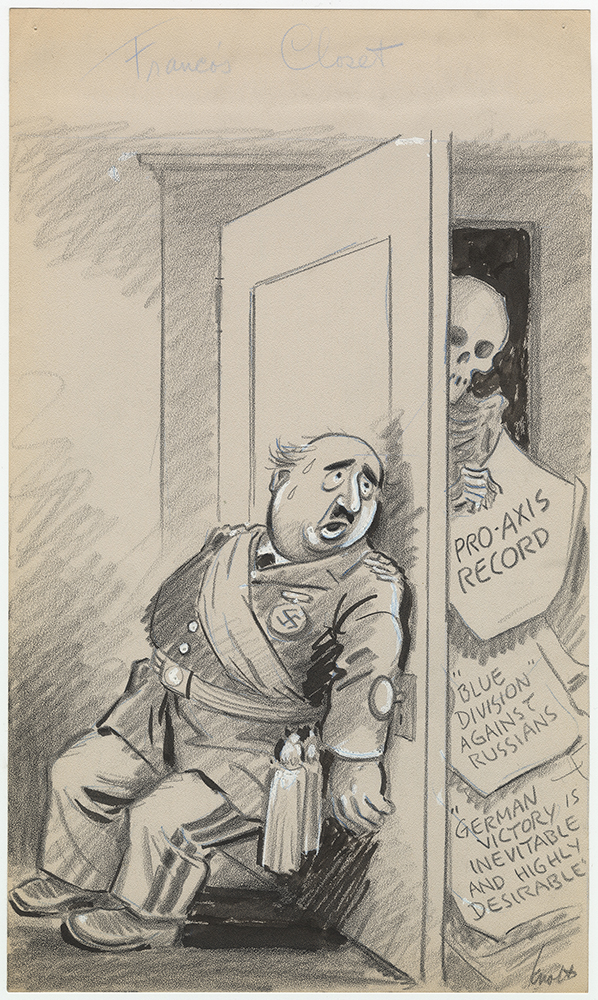
Caricatura del dibujante estadounidense John F. Knott (1945) en el que aparece un general Franco con la esvástica nazi que se ve amenazado por su colaboración con las potencias del Eje durante la Segunda Guerra Mundial, como las declaraciones a favor de la victoria de la Alemania nazi o el envío de la División Azul al frente ruso.

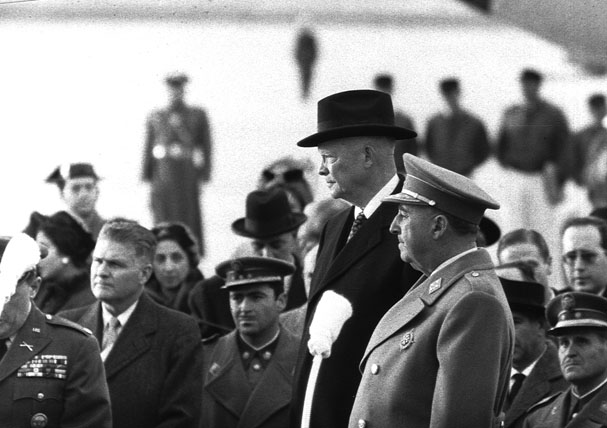
Francisco Franco junto al Presidente estadounidense Eisenhower en 1959. Apenas habían pasado 14 años después del conflicto, y Eisenhower, que fue general estadounidense en la II Guerra Mundial, recuperó a Franco como aliado para su nuevo conflicto con la URSS.

Tras la victoria aliada, Franco se encontró con que las principales potencias ganadoras del conflicto consideraron a su gobierno como un simple apéndice de los gobiernos fascistas y nazis derrocados en el conflicto. La situación se acentuó aún más tras la creación de las Naciones Unidas y la recomendación formal de retirar los embajadores por parte de los miembros pertenecientes a esta organización en 1946.
Se produjo el fenómeno conocido como aislacionismo, que prolongó y agudizó en España el impacto económico de la posguerra civil, de la que el país no se recuperaría hasta bien entrados los años 50. En esos años, en plena Guerra Fría, Estados Unidos decidió que necesitaba bases militares en España y pasó a considerar al régimen franquista como un «mal menor», y acabó firmando los Pactos de Madrid de 1953. Finalmente se permitió la entrada de España en la ONU el 14 de diciembre de 1955. Más adelante en 1959, el gobierno de España aprobó el Plan Nacional de Estabilización Económica, un conjunto de medidas económicas cuyo objetivo del plan fue la estabilización y liberalización de la economía española. Supuso la ruptura con la política de autarquía del franquismo y posibilitó el inicio de una época de crecimiento económico en el país durante los años sesenta.